# Lorenzo I. Medicejský
Lorenzo I. Medicejský (italsky Lorenzo de' Medici či Lorenzo di Piero de' Medici) řečený il Magnifico, Nádherný (1. ledna 1449 – 8. dubna 1492), byl italský politik, který řídil Florentskou republiku jako třetí z rodu Medicejů. Byl také mecenáš umění, básník, humanista a bankéř. Patří k nejvýznamnějším politikům renesance, a to jak jako ztělesnění ideálu humanistického vladaře, tak pro úspěšný a promyšlený výkon moci.
Lorenzo a jeho mladší bratr Julián Medicejský se po smrti svého otce Piera roku 1469 stali faktickými pány Florencie. V prvních letech vlády (1469–1478) Lorenzo vedl vnitřní politiku zaměřenou na upevnění svého postavení a na posílení moci Florencie nad okolními městy (Florencii se pod jeho vedením podařilo potlačit vzpouru Prata a ovládnout Volterru). V oblasti zahraniční politiky se snažil čelit územním ambicím papeže Sixta IV. v duchu mocenské rovnováhy Italské ligy z roku 1454. Proto se Medicejové stali terčem spiknutí Pazziů (1478), v němž byl Julián zavražděn, ale Lorenzo unikl a spiklence přísně potrestal. Neúspěch spiknutí vyvolal hněv Sixta IV., neapolského krále Ferdinanda I. i všech, kteří se obávali rodu Medicejů. Následovaly dva roky války proti Florencii. Republiku se však díky Lorenzovým diplomatickým schopnostem a charismatu nepodařilo zlomit, což velmi posílilo Medicejovu domácí i mezinárodní prestiž. V osmdesátých letech 15. století se pak Lorenzo stal jazýčkem na vahách italské politické rovnováhy a cizí monarchové s ním jednali jako se suverénním vládcem, třebaže nepatřil k vysoké šlechtě a nikdy nezastával vrcholné politické úřady. Medicejové tak díky politice Lorenza a jeho dvou předchůdců pronikli mezi nejvýznamnější italské rody. Válka a Lorenzovo neúspěšné řízení Medicejské banky však výrazně zmenšily rodový majetek a banku brzy po Lorenzově smrti dovedly k zániku.
Lorenzo spojil své jméno s dobou vrcholného lesku florentské renesance a obklopil se intelektuály, jako byli Angelo Poliziano, Marsilio Ficino či Pico della Mirandola, a umělci jako Sandro Botticelli a mladý Michelangelo. Sám patřil k důležitým literátům své doby a tvořil poezii jak světskou a milostnou, například Karnevalové zpěvy se známou Bakchickou písní, tak i vážnou poezii duchovní. Zemřel předčasně následkem komplikací rodové choroby dny. Brzy po jeho smrti se Florencie vzbouřila proti neschopnému nástupci Petrovi a moc převzal mnich Girolamo Savonarola. Rivalita italských pánů, která již nebyla zadržována Lorenzovou diplomacií, umožnila francouzskému králi Karlu VIII., aby vpadl do Itálie a zahájil francouzsko-španělské války šestnáctého století.

## Život
Když se Lorenzo narodil, byl rod Medicejů na vrcholu politické moci ve Florentské republice a ovládal její různorodé a složité instituce. Lorenzův děd Cosimo dokázal pomocí obrovského bohatství své banky na sebe navázat mnoho florentských politiků a stát se mluvčím lidové nespokojenosti s dusivou oligarchií šlechty vedené rodem Albizziů.
V roce 1434 se Cosimo po ročním exilu v Benátkách vrátil do Florencie a se svými přívrženci vyhnal Albizzie. Podle politického modelu, který vytvořil císař Augustus již ve starověku, ponechal republikánské instituce při životě, ale obsadil je svými lidmi; sám se formálně vrátil do soukromého života. Skutečná moc však zůstala v Cosimových rukou: historikové proto tuto formu vlády někdy označují jako kryptosignorii, v níž republikánský politický systém spočíval v rukou jediného muže a jeho rodiny (signorie byl v Itálii systém vlády jednoho muže).

### Mládí (1449–1466)

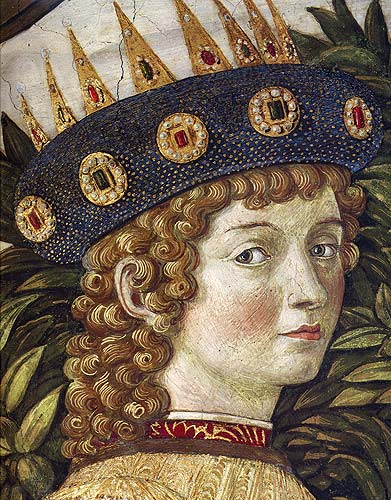
Benozzo Gozzoli, údajný portrét Lorenza jako mladíka, detail fresky Průvod Tří králů, Kaple sv. Tří králů, Medicejský palác, Florencie

Lorenzo (Vavřinec) se narodil 1. ledna 1449 (podle starého florentského kalendáře ještě roku 1448) v Medicejském paláci ve Florencii jako syn Cosimova staršího syna Piera (Petra) a Lucrezie Tornabuoniové. Pokřtěn byl 6. ledna o slavnosti Zjevení Páně a jeho kmotry byli voják Federico da Montefeltro, tehdy florentský vojevůdce, a arcibiskup Antonín Florentský, později prohlášený za svatého. Lorenzo i jeho bratr Julián (Giuliano) získali ve stopách děda Cosima i svých rodičů hluboké humanistické vzdělání a dobrou politickou průpravu. Jejich kultivovaná, inteligentní a pragmatická matka Lucrezia, k jejímž kratochvílím patřilo i psaní básní v italštině, byla platnou rádkyní jak manžela Piera, tak později syna Lorenza.
V dětství Lorenza vychovával a učil humanista a pozdější biskup Gentile de' Becchi, pak od roku 1457 jeho vzdělání přešlo do rukou humanistů jako byli Cristoforo Landino, Giovanni Argiropulo pro studium Homéra, Marsilio Ficino pro novoplatónskou filozofii a Antonio Squarcialupi pro umění hudby a tance. Cosimo si svého vnuka Lorenza velmi oblíbil a rád s ním rozmlouval. Mladík brzy projevil zájem o novoplatónskou Akademii a od svých dvanácti let se podílel na učených diskusích s Ficinem, konaných v medicejské vile v Careggi. Spolu s bratrem Juliánem a dalšími vznešenými mladými Florenťany se Lorenzo účastnil obvyklých zábav a her tehdejší šlechtické mládeže, lovů, sokolnictví a jízd na koni; jako devatenáctiletý roku 1469 vyhrál na koni jménem Morello di Vento rytířský turnaj, o čemž pak Luigi Pulci napsal oslavnou báseň.

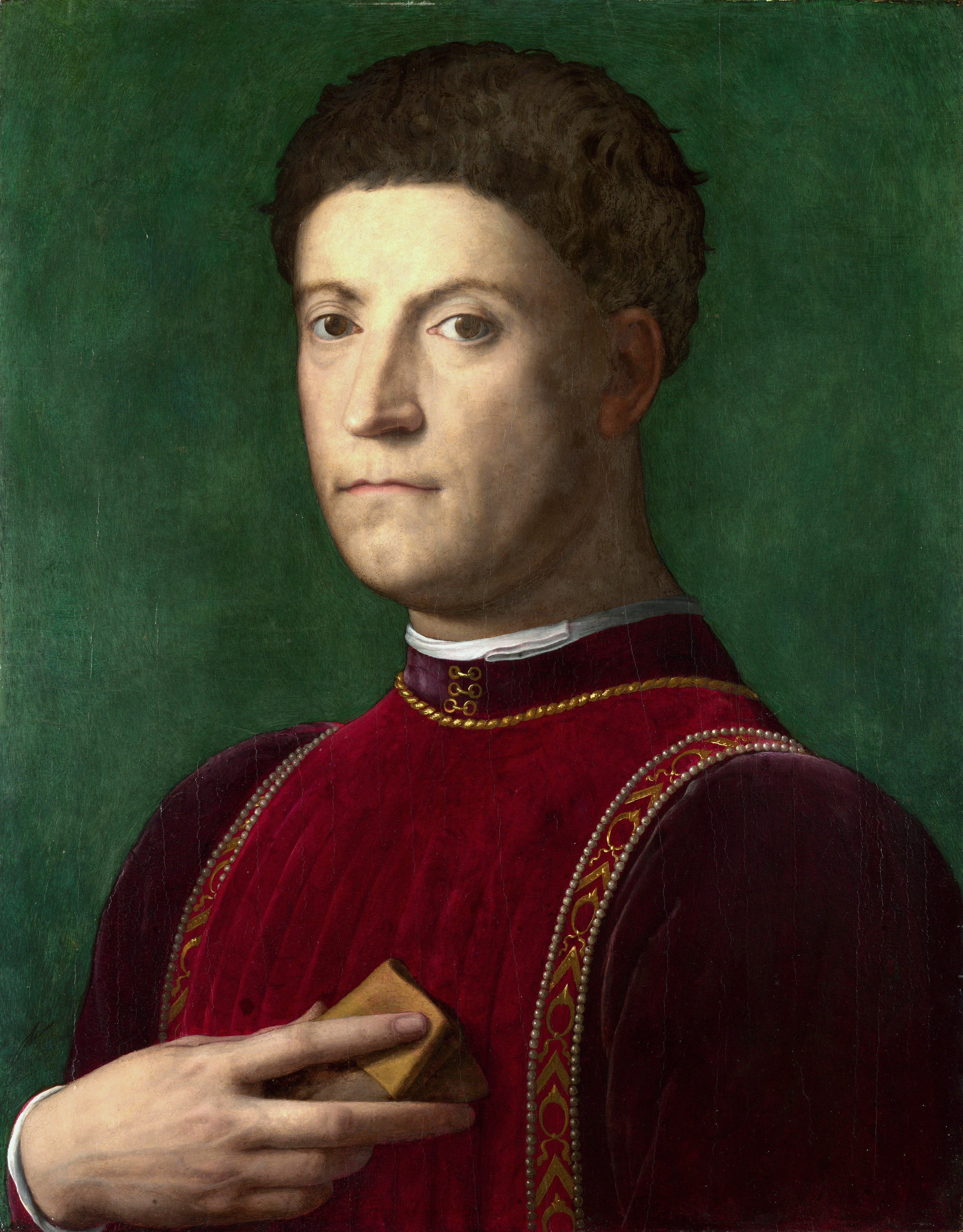
Agnolo Bronzino, Piero di Cosimo de' Medici, olej na plátně, 1550–70, Národní galerie v Londýně

Lorenzo nebyl ještě dospělý, když jeho strýc Jan, druhorozený syn a nástupce Cosima Starého, pověřený řízením Medicejské banky, zemřel v roce 1463 po nestřídmém životě. Špatné zdraví prvorozeného Piera (přezdívaného Dnavý kvůli onemocnění dnou) bylo důvodem, proč Cosimo jmenoval následníkem druhorozeného, ale fyzicky robustnějšího Jana. Po Janově smrti se Cosimo stal zádumčivým a neustále se trápil problémem nástupnictví. Tehdy svou naději vložil do Pierových dětí: Lorenzo a Julián se mohli stát pomocníky a nástupci nemocného otce. Před smrtí Cosimo doporučil Pierovi, aby nezanedbával vzdělání obou chlapců a aby s nimi zacházel jako s muži navzdory jejich mladému věku.
Před Lorenzovým uvedením do politického života města se Piero rozhodl svěřit mu diplomatické mise do Milána a Benátek, kde byly pobočky Medicejské banky. Lorenzo tím mohl získat přehled o italské politické situaci a osobně poznat různé vladaře. 17. dubna 1465 se tak mladý Medicej v Pise setkal s knížetem Fridrichem Aragonským a zamířil do Milána, aby se spolu s ním účastnil svatby Alfonse II. Neapolského s Ippolitou Marií Sforzovou. Lorenzo, který se mezitím s Fridrichem důvěrně spřátelil, byl nucen se s ním poté rozloučit a vydat se do Benátek. Tato cesta mu umožnila poznat hlavní italské politické osobnosti své doby: v Boloni se Lorenzo seznámil s tamním vládcem Giovannim Bentivogliem a ve Ferraře ho přijal Borso Estenský.
Poté se Lorenzo vydal do Benátek, kde byl představen dóžeti Cristoforovi Morovi. Po benátském pobytu se vydal do Milána, kde se setkal s Francescem Sforzou, přítelem a spojencem svého dědečka Cosima. V hlavním městě Milánského vévodství předtím mladého Lorenza instruoval Pigello Portinari, ředitel místní medicejské pobočky, jak se chovat během rozhovoru s vévodou. Pobyt v Miláně však netrval dlouho. Při návratu do Florencie Lorenzo doprovázel novomanžele Ippolitu Marii Sforzovou (se kterou uzavřel hluboké přátelství a později politické partnerství) a Alfonsa II. po část cesty do jejich Neapolského království.
Lorenzo se opět vydal na cesty roku 1466, kdy se odebral do Říma. Tam byla významná pobočka Medicejské banky vedená Giovannim Tornabuonim, bratrem Lorenzovy matky Lucrezie. Piero Dnavý dal přesné instrukce, jak ověřit výkonnost římské pobočky, a pověřil Lorenza podpisem smlouvy, která Medicejům zajistila účast na těžbě kamence objeveného v Tolfě u Civitavecchia podle dohody s papežem Pavlem II. Z Říma Lorenzo dorazil po Via Appia do Gaety, kde pobýval dvůr krále Ferdinanda I. Ferranteho, a byl zde uvítán s velkou pompou. Ferdinand mu pak udělil soukromé slyšení, ve kterém mladý Medicej králi předal pozdravy svého otce a diskutoval vnitropolitické a dynastické otázky. Po návratu do Florencie mohl být Lorenzo s výsledkem cesty spokojen, ale vnitřní situace florentského státu mu nedovolila odpočinek.

### Spiknutí zroku 1466, politický vzestup a manželství (1466–1469)

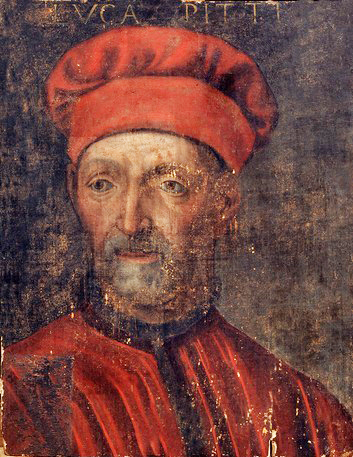
Luca Pitti, detail predely v Kapli Pittiů v Basilice Ducha sv.

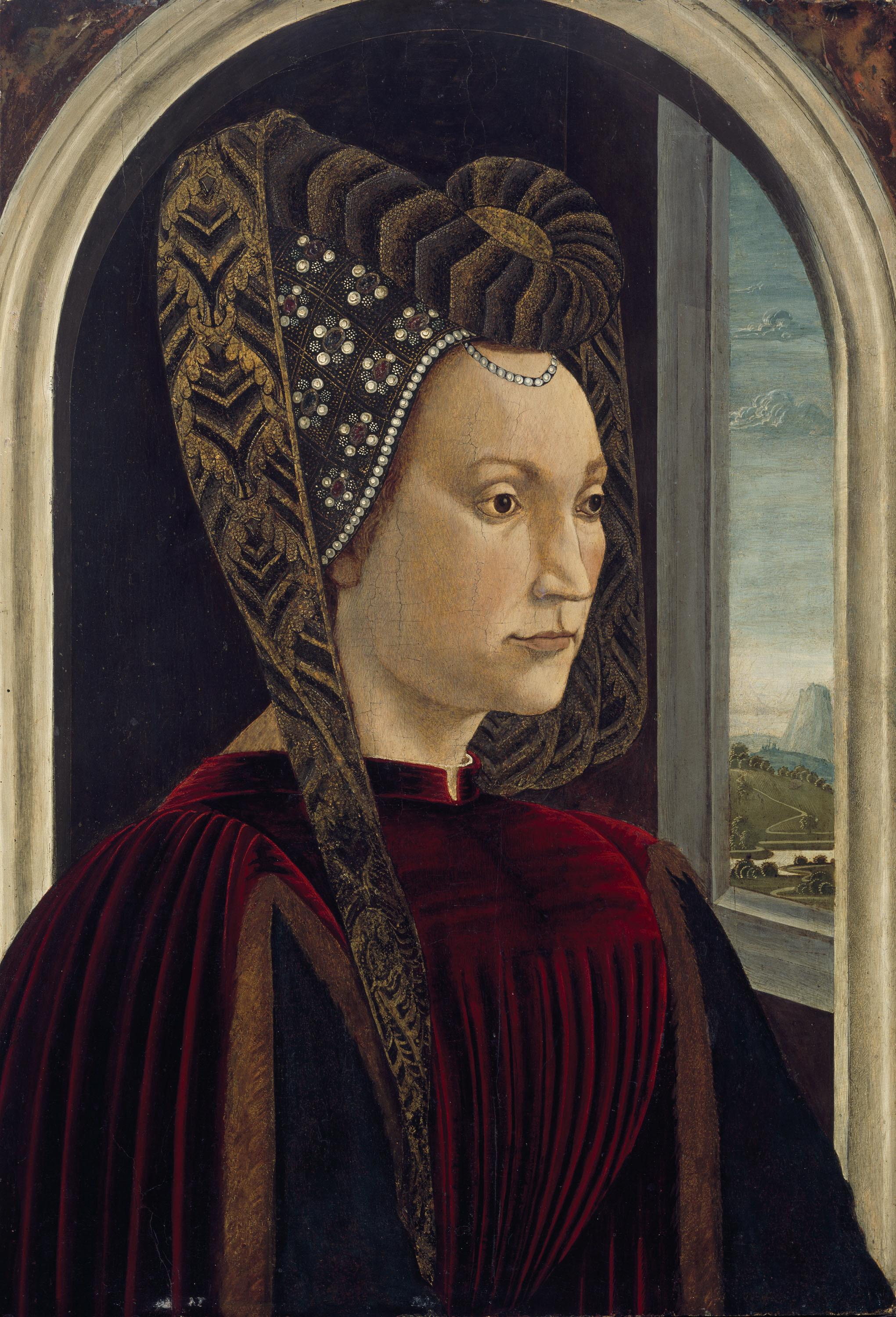
Domenico Ghirlandaio, snad Clarice Orsiniová, olejomalba, Irská národní galerie

Náhlé úmrtí Franceska Sforzy, vévody milánského a přesvědčeného stoupence medicejské kryptosignorie, k němuž došlo 8. března 1466, vážně oslabilo stabilitu medicejské vlády. Následující mocenské vakuum v Miláně (Galeazzo Maria Sforza, dědic trůnu, dlel v době otcovy smrti v Burgundsku) přišlo v době špatné zdravotní i finanční situace Piera Dnavého, jemuž skončilo splácení půjček, které jeho otec Cosimo poskytl florentským šlechtickým rodinám výměnou za jejich věrnost. Navíc ještě Piero oznámil záměr oženit svého syna Lorenza s římskou šlechtičnou Claricí Orsiniovou, a ne s některou Florenťankou, jak vyžadovala tradice. To vše vedlo k aktivizaci protimedicejské strany ve Florencii.
Hlavní Pierův nepřítel, velmi bohatý Luca Pitti, spojený s rodinou Acciajuoliů a s Diotisalvim Neronim (dávným přítelem Cosima staršího), zorganizoval spiknutí zaměřené na odstranění Piera a jeho nahrazení Pittim jako novým arbitrem florentské republiky. Pitti a další spiklenci se mohli opřít o zahraniční podporu rodu Estenských: Markýz Borso poslal do Florencie svého nevlastního bratra Herkula s 1300 muži, připravenými zasáhnout ve prospěch případného povstání. Převrat měl být zahájen po plánované vraždě Piera Dnavého na cestě z vily v Careggi do Florencie, kterou Piero obvykle konal bez velkého doprovodu.
Pittiův plán byl však okamžitě potlačen samotným Pierem, který zabránil akci spiklenců, varoval a vyzbrojil své příznivce a zorganizoval protiopatření. Současně se Pierovi podařilo přesvědčit Pittiho, aby se přidal k medicejské straně, a s pomocí 2000 milánských vojáků poslaných Galeazzem Marií Sforzou obnovit svou autoritu. Ze zbývajících spiklenců byli Diotisalvi Neroni, Angelo Acciaiuoli a Niccolò Soderini vyhoštěni, zatímco florentský arcibiskup Giovanni de' Diotisalvi musel odejít do Říma. Luca Pitti, ačkoli nebyl vydán soudnímu stíhání, byl potrestán tím, že ztratil úctu u florentského lidu. Lorenzova role byla jistě důležitá, protože aktivně podporoval svého otce a vedl jednotky medicejských vojáků, kteří se zasloužili o obranu Pierova života na cestě z Careggi do Florencie.
Florencie se v letech 1467 až 1468 s pomocí Milána ubránila benátsko-ferrarské koalici. Cílem války, kterou iniciovali Soderiniové a Diotisalvi Neroni, bylo ukončení medicejské nadvlády. V té době představil Piero de Medici Lorenza jako svého legitimního nástupce v čele rodu. Už krátce po neúspěšném spiknutí z roku 1466 Piero zajistil sedmnáctiletému Lorenzovi místo v důležitých politických orgánech, v Balii (městské vládě) a v Radě sta (městské radě). Za účelem dalšího posílení postavení rodu se Piero a jeho manželka Lucrezia rozhodli zorganizovat sňatek mladého Lorenza a Římanky Clarice Orsiniové.
Clarici, pocházející z jedné z nejvznešenějších rodin Říma, poznala a posuzovala přímo sama Lucrezia během svého pobytu v Římě roku 1468, a pak zaslala Pierovi detailní zprávu. Manželský projekt byl schválen oběma rodinami: Medicejští mohli kromě věna 6000 římských florinů sňatkem získat přístup do papežského aristokratického okruhu a jako rod překročit rámec Toskánska, Orsiniové na druhou stranu uvítali spojení s nejbohatší rodinou Evropy. Lorenzo vyjádřil se svatbou souhlas a jeho matka dostala za úkol sňatek připravit.
Ve svých vzpomínkách (stručném přehledu důležitých informací a událostí svého života, sestaveném v roce 1472) Lorenzo popsal dvě fáze vztahu: okamžik, kdy mu Clarice byla zasnoubena roku 1468 (zásnuby se konaly za nepřítomnosti Lorenza v Římě dne 10. prosince 1468, jako zástupce nastávajícího ženicha vystupoval pisánský arcibiskup Filip Medicejský), a sňatek ve Florencii 4. června 1469 doprovázený náboženským obřadem a následovaný velkými veřejnými oslavami zaplacenými Pierem. Ve vzpomínkách Lorenzo také zaznamenal těhotenství své ženy a narození prvních dětí (Lucrezia, Petr a dvojčata, jež zemřela krátce po narození) a skončil modlitbou k Bohu, aby ochránil ji a jejich děti před vším nebezpečím.
Manželé byli velmi odlišní: Lorenzo byl radostný, prodchnutý neoplatónskou kulturou a miloval život, zatímco Clarice dostala přísné a strohé vychování, byla hluboce nábožensky založená a málo informovaná o humanistické literatuře a kultuře. Korespondence mezi nimi však ukazuje tóny lásky a vzájemné úcty a existuje důvod se domnívat, že se mezi nimi během let objevil upřímný cit. Lorenzo nevěnoval své ženě žádnou poezii, nicméně se má za to, že jeho básnické myšlení šlo ve stopách Petrarky, trubadúrské školy a teorie dvořana 12. století Andrease Cappellana, podle nichž může být kurtoazní láska cizoložná a vylučuje manželský vztah. Vzhledem ke kontextu a mentalitě tehdejší doby by věnování tohoto typu básně vlastní ženě mohlo být považováno za neobvyklé ne-li nechutné a neuctivé vůči osobě legitimní manželky.
Lorenzo určitě plnil manželské povinnosti a jeho manželka za dobu prvních deseti let manželství počala deset dětí. Na rozdíl od svého otce a dědečka neměl nemanželské děti ani v době trvání manželství s jistotou nevíme o žádných jeho milenkách. I přes rozdíly v charakteru tak Lorenzo svým způsobem manželku miloval a smrt ženy, která nastala po několika letech onemocnění tuberkulózou, pro něho byla těžkou ranou: v dopise papeži Innocentovi VIII. Lorenzo vyjádřil svou bolest a neschopnost přijmout ztrátu a nepřítomnost své nejdražší a nejsladší manželky.

### První léta vlády (1469–1477)
Piero de' Medici nemohl ochutnat plody své manželské politiky: se zdravím zničeným dnou a jejími komplikacemi zemřel 2. (jiné zdroje uvádějí 3.) prosince 1469 na mozkové krvácení. Jen dvacetiletý Lorenzo převzal se svým bratrem Juliánem moc nad Florencií a získal důvěru politiků napojených na Mediceje. Kvůli mladému věku i menšímu zájmu o politiku Julián přenechával většinu politických závazků Lorenzovi. Ve stopách svého otce a dědečka Lorenzo moc nepřevzal oficiálně, chtěl být považován za prostého občana republiky, zatímco fakticky vládu nad městem a státem držel ve svých rukou.

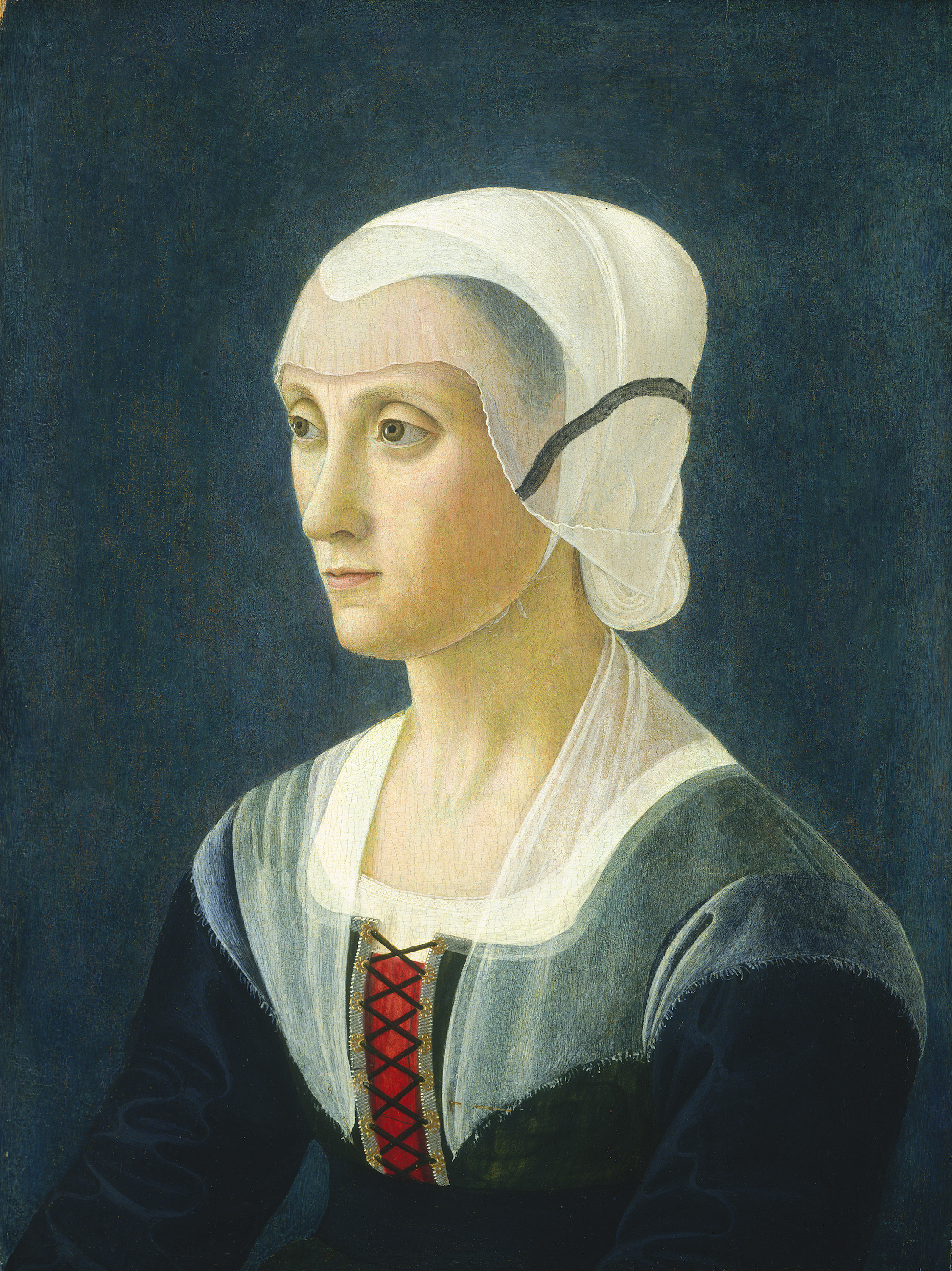
Domenico Ghirlandaio, Lucrezia Tornabuoniová, tempera, Národní galerie ve Washingtonu

Navzdory tomu, že stejně jako jeho dědeček disponoval diplomatickým taktem, Lorenzo otevřeně vyjádřil svou touhu po moci, čímž vyvolal výčitky a obavy u ostatních magnátů. V letech 1469 až 1472 pak Lorenzo potlačil všechny rivality mezi florentskými rodinami, čímž se stal nejvyšším arbitrem ve všech záležitostech. Posílení rodu Medicejů na institucionální úrovni bylo uskutečněno zřízením Velké rady (červenec 1471) a posílením Rady sta, politických grémií v rukou medicejské strany, jimž byla dána moc přijímat zákony bez konzultace demokratických orgánů.
Lorenzo a jeho bratr ještě nebyli u moci dlouho, když staří nepřátelé jejich otce Piera ucítili příležitost. Diotisalvi Neroni a ostatní vyhnanci uvěřili, že dokáží využít nezkušenosti mladých bratří, dohodli se s Borsem Estenským na definitivním svržení Medicejů a podnítili Prato ke vzpouře proti Florencii, protože to bylo nejbližší podřízené město. Avšak plán převratu byl odhalen předčasně. Jak píše George Friedrick Young, „Lorenzo však uměl jednat rychle. Intriky ve městě [Florencii] dokázal zvládnout svým taktem, do Prata vyslal vojenské jednotky, a tím byla rebelie potlačena.“.
V roce 1472 se Lorenzo, vedený ekonomickými i politickými motivy, rozhodl zahájit válku proti městu Volterra. Medicejové jednak toužili získat bohatý nově objevený zdroj kamence, používaného tehdejšími barvíři tkanin, jednak chtěli posílit vnitřní a mezinárodní prestiž státu i svého rodu ovládnutím důležitého toskánského města. Válka byla krátká a skončila téhož roku vydrancováním Volterry vojskem vedeným Federicem da Montefeltro, který s poraženými jednal velmi brutálně, aby vyvolal pohrdání vůči nim u florentského veřejného mínění. Aby stvrdil florentskou nadvládu nad Volterrou, Lorenzo se rozhodl tam vybudovat impozantní pevnost Fortezza Medicea, která tehdy patřila k nejmodernějším obranným stavbám a předjímala mnoho vlastností budoucích bastionových pevností.
Navzdory úspěchům v oblasti zahraniční politiky, vnitřnímu posílení a nádheře dvora vedeného Lorenzem moc rodiny Medicejů nepřijali všichni přední Florenťané, a ještě cílevědomější byly machinace některých z nejdůležitějších italských vladařů. Papež Sixtus IV., který původně měl k Lorenzovi srdečný vztah, se s ním dostal do konfliktu ohledně svého projektu obsadit strategická opevněná města Imolu a Faenzu, obě velmi blízko severní hranici florentské republiky (1473–1474), a Città di Castello, známou základnu florentských zájmů v Umbrii. Tento manévr by znamenal obklíčení Florencie, což bylo pro Mediceje nepřijatelné. Napětí se ještě zostřilo poté, co Lorenzo, hlavní bankéř Vatikánu, odmítl papeži poskytnout 40 000 florinů, za něž Sixtus chtěl získat Imolu od Sforzů. Odmítnutí mělo dobrý důvod: úmyslem Sixta IV. bylo ve skutečnosti vydat Florencii do rukou papežova ambiciózního synovce Girolama Riaria, rozšiřujícího oblast vlivu Papežského státu s cílem ovládnout střední Itálii. Lorenzovo odmítnutí vyvolalo zhoršení diplomatických vztahů mezi Florencií a Papežským státem. Podněcován svým synovcem začal Sixtus IV. osnovat proti Medicejům spiknutí, zahrnující pisánského arcibiskupa Francesca Salviatiho, urbinského vévodu Federica da Montefeltro, neapolského krále Ferdinanda a Sienskou republiku.
Spiklenci navázali kontakty s předními členy protimedicejské strany ve Florencii, mezi nimi se starou a bohatou magnátskou rodinou Pazziů, která se obávala rostoucí Lorenzovy moci a nesouhlasila s podvracením florentských republikánských institucí. Dojednat spiknutí trvalo čtyři roky, což se vysvětluje vývojem italské politické situace: teprve po násilné smrti milánského vévody Galeazzy Marie Sforzy 26. prosince 1476, s nímž Lorenzo vždy udržoval vynikající vztahy, a po vypuknutí následující občanské války mezi regentkou Bonou Savojskou a Lodovicem Sforzou, se spiklenci rozhodli jednat otevřeně. Chtěli využít dočasného oslabení Medicejů, kteří zůstali bez vojenských spojenců, již v uplynulých letech podporovali jejich moc.

### Spiknutí Pazziů a protimedicejská válka (1478–1480)
První pokus o fyzické odstranění obou mladých Medicejů měl být vykonán 25. dubna, kdy měl Jacopo de' Pazzi otrávit pokrmy vyhrazené pro Lorenza a Juliána. Julián však byl toho dne indisponován, což mu znemožnilo účastnit se hostiny, a to spiklence donutilo změnit plány. Příležitost se naskytla příští den, tedy 26. dubna 1478, při slavnostní mši v katedrále Santa Maria del Fiore. Spiklenci proto narychlo najali dvojici kněží ochotných zaútočit při bohoslužbách, Stefana da Bagnone a Antonia Maffeiho. V okamžiku pozdvihování byli oba Medicejové napadeni: Julián byl ubodán Bernardem Bandinim Baroncellim a Francescem de' Pazzi, zatímco Lorenzo, lehce zraněný volterským knězem Maffeim, se zachránil útěkem do sakristie. Uniknout mu pomohlo několik přátel včetně Poliziana a Francesca Noriho, který se postavil mezi vladaře a dýku zabijáka, za což zaplatil životem.

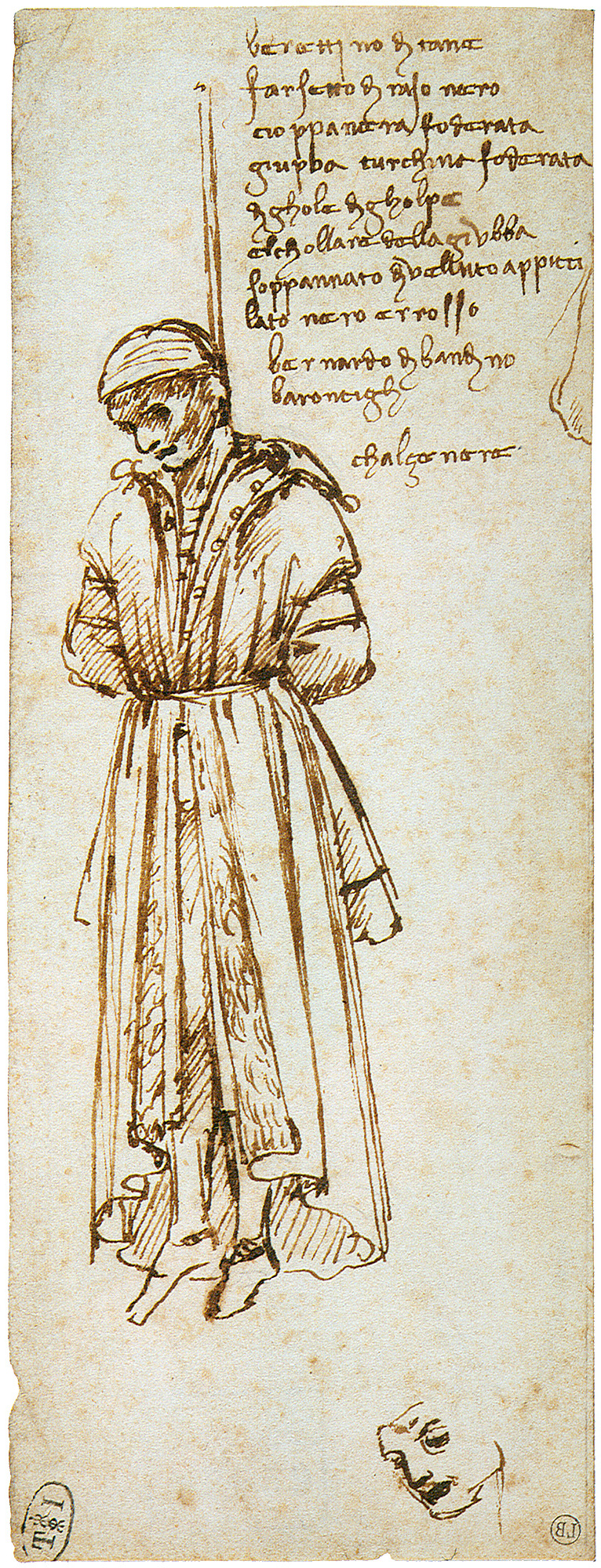
Leonardo da Vinci, Oběšený Bernardo Baroncelli, kresba

Osud Lorenza, zabarikádovaného v sakristii, rozhodlo lidové vystoupení v jeho prospěch: lidé se rychle dozvěděli o svatokrádežném atentátu a s výkřiky „míče!“ (palle!, narážka na koule na erbu Medicejů), se vrhali na spiklence. Gonfaloniere Cesare Petrucci, vysoký oficiální představitel města, přemohl a zadržel v Palazzo Vecchio několik spiklenců vedených arcibiskupem Salviatim, kteří pak byli oběšeni.
Pomsta Pazziům a jejich spojencům byla krutá na výstrahu těm, kteří by někdy v budoucnu mohli chtít podkopat moc Medicejů nad městem. Lorenzo na Náměstí signorie uspořádal řadu poprav, při kterých zahynuli i oba hlavní vůdcové spiknutí, Jacopo a jeho synovec Francesco de' Pazzi, chycení při pokusu o útěk z Florencie. Z ostatních členů rodu byl ušetřen jen Vilém (Guglielmo de' Pazzi), který byl manželem Lorenzovy sestry Bianky, s níž byl však nucen odejít do exilu. Bernardo Baroncelli, který se dokonce pokoušel získat ochranu osmanského sultána Mehmeda II., byl repatriován a popraven. Lorenzova popularita byla na vrcholu a slavnostních pohřebních obřadů, konaných v kostele San Lorenzo za zavražděného Juliána, se účastnili všichni florentští občané. Tragický útok přiměl Lorenza, aby na deset let, až do roku 1488, zakázal všechny oslavy spojené s karnevalem.

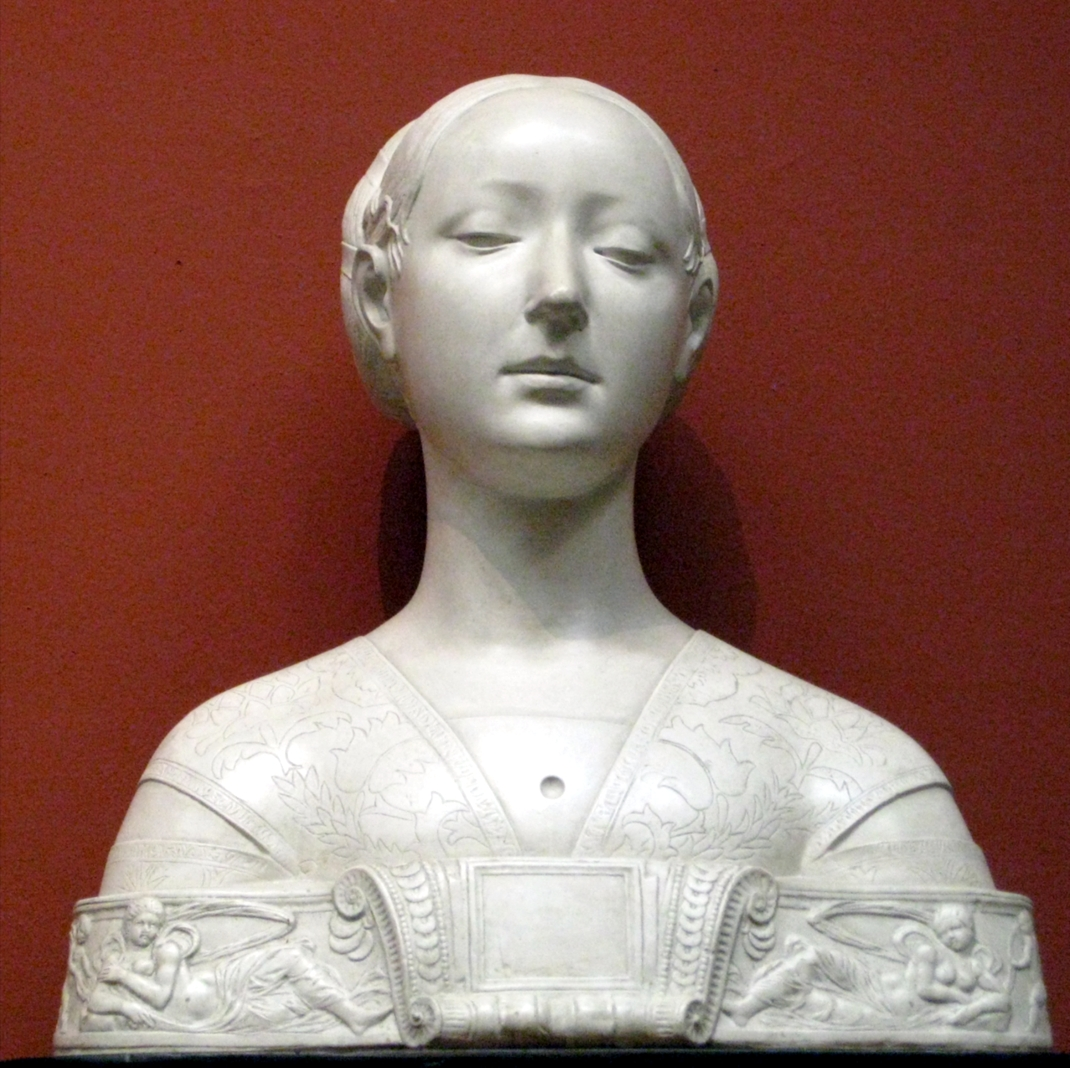
Francesco Laurana, údajná busta Ippolity Marie Sforzové, 1472, Puškinovo muzeum; odlitek ztraceného originálu z Bodeho muzea v Berlíně

Sixtus IV., uražen zacházením se spiklenci a především oběšením arcibiskupa, zahájil otevřenou válku proti Lorenzovi: exkomunikoval jeho i hlavní funkcionáře republiky; uzavřel římskou pobočku medicejské banky a zatkl tamní bankéře; otevřeně se spojil s Ferdinandem I. Neapolským, se Sienou, Luccou a Urbinem; a vyhlásil válku Florencii, spojenci Milána a Benátek. Lorenzo, podporovaný občany (kteří Mediceje odmítli vydat papežovi Sixtovi IV.) a toskánským duchovenstvem (které na oplátku exkomunikovalo papeže), se připravoval na vojenskou obranu. Obtížné boje trvaly měsíce; slabá Florencie získala jen malou pomoc od svých spojenců a zažila dezerci několika najatých vojenských velitelů. Koncem roku 1479 protiflorentská koalice po delším obléhání dobyla Florencii podléhající město Colle Val d'Elsa.
Lorenzo, který si byl vědom vážnosti situace, na radu Lodovica Sforzy a se souhlasem Signorie opustil tajně Florencii, když předtím dočasně svěřil vládu gonfalonierovi Tommasovi Soderinimu. Pak 18. prosince vyplul z přístavu Vada do Neapole, aby vyjednával s tamním králem Ferdinandem. Ten Lorenza hostil tři měsíce a doufal, že se Florencie za Lorenzovy delší nepřítomnosti vzbouří a přejde na stranu papeže. Když však neapolský král viděl florentskou loajalitu vůči Medicejům, splnil Lorenzův požadavek a výměnou za značné výkupné stáhl svá vojska z Toskánska. Na Ferdinanda v tomto smyslu také působila jeho snacha Ippolita Maria Sforzová. Ta po svém otci Francescovi zdědila vynikající politické schopnosti a ve jménu starého spojenectví mezi Sforzy a Mediceji se pokoušela jednak udržet svého bratra Ludovica ve spojenectví s Florencií a jednak posílit vztahy Florencie s Neapolským královstvím, aby zabránila Lorenzovu pádu.
Lorenzova odvážná cesta do Neapole udělala obrovský dojem. Po návratu domů 13. března 1480 byl Lorenzo krajany vítán jako zachránce vlasti, zatímco Sixtus IV., obklopený novou koalicí mezi Florencií, Neapolí a Ferrarou a vyděšený dobytím jihoitalského Otranta Osmany, nabídl mír a 3. prosince 1480 zrušil Lorenzovu exkomunikaci. Úspěch Lorenzova diplomatického podniku, usnadněného vlivem jeho spojenkyně Ippolity Marie Sforzové, přišel jako pravý deus ex machina opět nastolující mocenskou rovnováhu italských států. Pokud by se Lorenzovi tento odvážný čin nepodařil, Itálie by nejspíš znovu propadla bratrovražedným válkám, jaké pustošily Apeninský poloostrov před mírem z Lodi roku 1454. To by zároveň posilovalo územní ambice sousedů Itálie, jako byla Francie. Niccolò Machiavelli ve svých Florentských letopisech o události napsal, že Lorenzo „riskoval vlastní život, aby vrátil vlasti mír“.

### Jazýčkem na vahách Itálie (1481–1487)
Prestiž, kterou Lorenzo získal v zahraniční politice, byla obrovská. Historik Filippo de' Nerli (1486–1557) jej dokonce nazval „jazýčkem na vahách“ italské politiky. Diplomatickou zručnost Mediceje uznávali všichni vládci poloostrova, což byl faktor, kterým Lorenzo udržoval klima obecného smíru s cílem udržet naživu sen svého dědečka Cosima o vytvoření Italské ligy. Navíc schopnosti a přesvědčivost, díky nimž Lorenzo dokázal chránit Itálii před rozpínavostí Francouzů, z něj dělaly osobnost mezinárodního významu. Různí panovníci Evropy ho považovali za rovného monarchům spíše než za obyčejného občana republiky. Lorenza dokonce žádali o radu suveréni jako byli rakouský císař Fridrich III. Habsburský, uherský král Matyáš Korvín a další evropští panovníci.

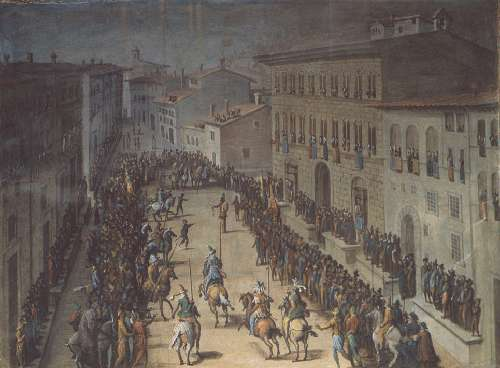
Giovanni Stradano, Via Larga ve Florencii, 16. století, pohled z Palazzo Vecchio. Palác Medicejů (druhý zprava), dnes Palazzo Medici Riccardi, byl hlavním sídlem Cosima, Piera i Lorenza Medicejských.

Příležitost demonstrovat tuto novou a obnovenou převahu nad italskými vládci nastala zanedlouho. Papež Sixtus IV. a Benátská republika po vyhnání turecké armády z Otranta (operace byla usnadněna smrtí Mehmeda II.) znovu rozpoutali vnitroitalské boje. Zaútočili na Ferrarské vévodství Herkula Estenského, které si chtěli rozdělit. Benátčanům Ferrara konkurovala v obchodu se solí, zatímco papež chtěl pro svého nepota Riaria město Este. Dalším motivem bylo Herkulovo manželství s Eleonorou Neapolskou, dcerou Ferdinanda Neapolského, nyní nepřítele Sixta IV. a Benátčanů. Válka proti Ferraře skončila v srpnu 1484 podepsáním míru v Bagnolo, který zahrnoval připojení Polesine k Benátkám. Ferrara během konfliktu musela nést celou tíhu války kvůli malé podpoře, kterou jí Ferdinand v boji proti papežskému vojsku poskytl, ale podařilo se jí zachovat si nezávislost díky Lorenzově diplomacii.
Zhruba v době, kdy obě strany uzavřely mír, zemřel starý Sixtus IV. (12. srpna 1484), čímž z politické scény odešel nebezpečný nepřítel a rušitel italského míru. Konkláve zvolilo janovského kardinála Giovanniho Battistu Cybu, který přijal jméno Inocenc VIII. Za nového papeže, člověka malých politických ambicí a vůči Lorenzovi blahovolného, se Florencie s papežstvím výrazně sblížila. Lorenzo byl totiž přesvědčen, že pouze spojenectví mezi Florencií, Neapolí a Papežským státem dokáže zabránit vpádu cizinců na italskou půdu.

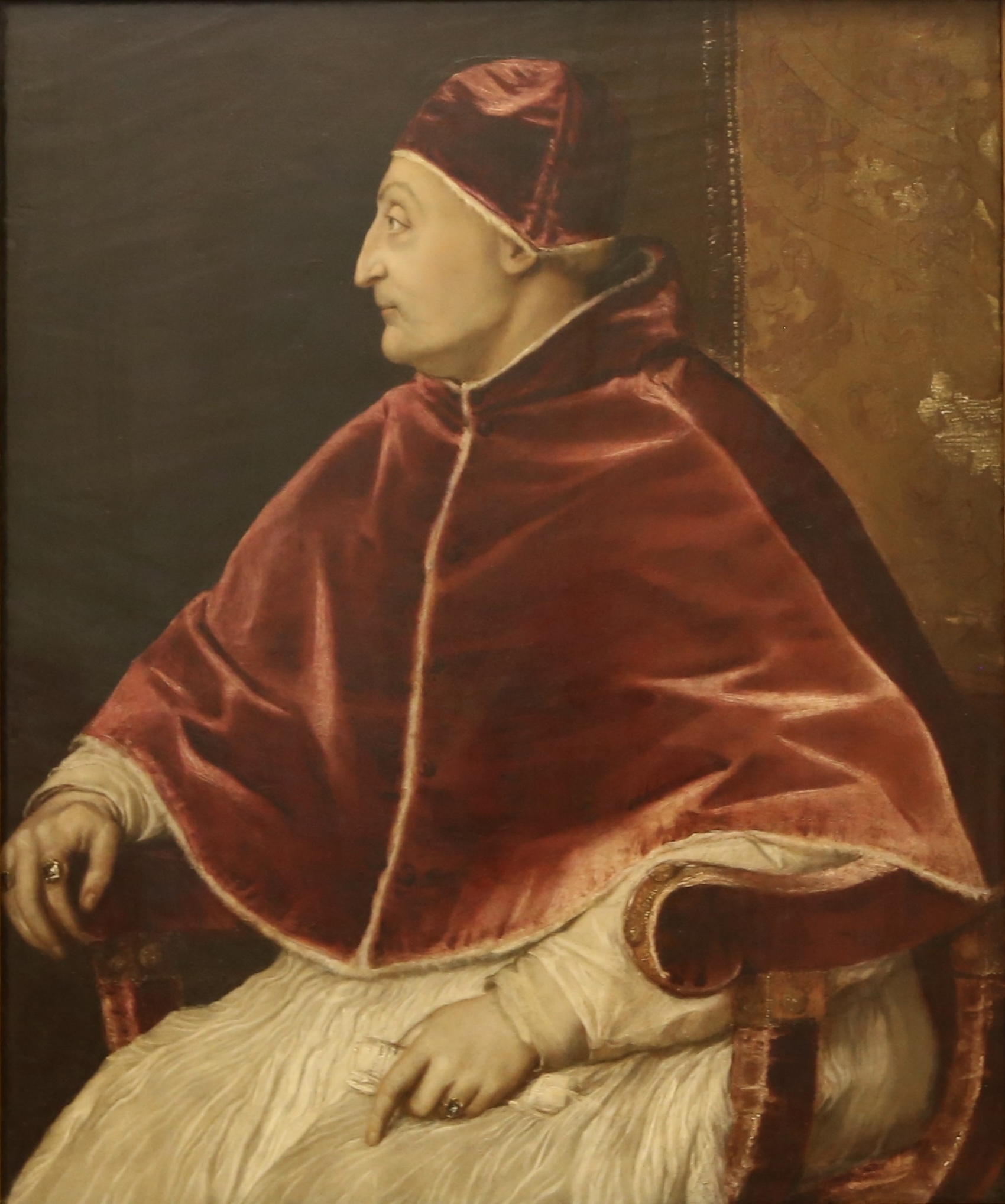
Tizian, Sixtus IV., olej na plátně, asi 1540, Galerie Uffizi

Plodem srdečných vztahů mezi Lorenzem a papežem byl zisk kardinálského klobouku pro Lorenzova syna Jana (Giovanniho), budoucího papeže Lva X. Giovanni de' Medici byl kreován kardinálem in pectore (tj. neveřejně) ve věku třinácti let na konzistoři 9. března 1489. Na oplátku dal v roce 1488 Lorenzo svou dceru Maddalenu za manželku papežovu synovi Franceschettovi Cybovi. V březnu roku 1487, opět s ohledem na tuto prořímskou politiku, Lorenzo oženil svého prvního syna Petra s příbuznou své manželky Clarice, Alfonsinou Orsiniovou, dcerou Roberta Orsiniho, čímž dále svůj rod posílil a propojil se starou italskou šlechtou.
Posílen úspěchy získanými po roce 1480, Lorenzo začal využívat vojenskou sílu (ačkoli neměl skutečnou vojenskou výchovu), aby rozšířil hranice republiky. V roce 1484 florentské jednotky ovládly janovské město Pietrasanta, důležitou vojenskou základnu, z níž by Florence mohla v případě války ohrozit Luccu.
V roce 1487 Janovu odňal Sarzanu a pevnost Sarzanello, jež zůstaly v rukou Florencie i poté, co se Janov pokusil je získat zpět. Vztahy s ostatními toskánskými republikami se zlepšily: Lucca, která byla původně vůči Lorenzovi nepřátelská a nyní ji ohrožovala pevnost Sarzanello, uzavřela s Florencií smlouvu; totéž se týkalo i tradičního nepřítele Florencie v Sieně, jejíž politiku se Lorenzovi podařilo změnit.
Díky úspěchům v zahraniční politice mohl Lorenzo dále soustřeďovat moc ve svých rukou. Ustavil tak Radu sedmdesáti, řídící orgán složený ze svých stoupenců, kteří projednávali administrativní a vojenské záležitosti. To oslabilo moc Signorie a gonfaloniera, kteří měli nesourodé kompetence a v případě potřeby nebyli schopni dost rychle rozhodovat.
Skutečná síla nového mocenského orgánu, založeného k posílení moci Mediceje po neúspěšném puči z roku 1478, spočívala v tom, že jeho členství nepodléhalo rotaci, což byla naprostá výjimka v rámci florentského demokratického systému. Vytvoření takového fóra, které navenek neovlivnilo platnost a funkčnost ostatních republikánských institucí, jako byla Rada sta nebo funkce gonfalonierů, muselo být dočasné, na pouhých pět let, aby pokrylo potřeby válečné situace. Centralizace pokračovala až do roku 1490, kdy Lorenzo dále zmenšil Radu sedmdesáti na sedmnáct členů, kterým předsedala přímo hlava rodu Medicejů a kteří řídili ekonomické otázky. Tento orgán existoval až do roku 1491, kdy byl rozpuštěn.
Navíc Lorenzo pracoval na vytvoření rodinných vztahů s některými florentskými šlechtickými rody, takže svou nejstarší dceru Lucrezii 10. září 1486 provdal za Jacopa Salviatiho z rodu, jehož člen Francesco Salviati před několika lety usiloval o Lorenzův život. Předposlední dcera Contessina byla určena Pierovi Ridolfimu, ale manželství bylo uzavřeno až v roce 1494, kdy byl Lorenzo již dva roky mrtev.
Jako bankéř byl Lorenzo Nádherný mnohem méně úspěšný než jako politik. Situace Medicejské banky se během celé jeho vlády zhoršovala a v době jeho smrti stála kdysi nejbohatší finanční instituce Evropy před bankrotem. Kromě ekonomické deprese na konci 15. století na tom mělo vinu špatné řízení poboček a nedostatek koordinace mezi nimi jakož i nedobytnost některých velkých úvěrů, které banka poskytla. Jako první roku 1472 zavřela londýnská pobočka, když se ukázalo, že 70 000 florinů půjčených v roce 1468 Eduardu IV. a jeho magnátům nebude nikdy vráceno. Podobně nedobytná se ukázala řada velkých úvěrů významných benátských rodů i dluhy po burgundském vévodovi Karlu Smělém, který zemřel roku 1477, což vedlo k likvidaci pobočky v Bruggách roku 1481. Pobočku v Lyonu zničila neschopnost jejího ředitele Lionetta de Rossi, který kapitál uložil do neprodejných tapiserií a klenotů. Neapolský král Ferdinand i papež Sixtus IV. v době válečného konfliktu po spiknutí Pazziů také zabavili medicejský majetek na svých územích. Zdá se, že v době spiknutí Lorenzo protiprávně sáhl po veřejných prostředcích, aby se vyhnul bankrotu; záznam z 30. ledna 1495 hovoří o 74 948 zlatých, které si kdysi bezdůvodně nechal vyplatit z městské pokladny.

### Poslední roky (1488–1492)
Poslední roky Lorenza byly ve znamení úcty a politické slávy, ale také vlny morální a náboženské horlivosti, kterou ve Florencii vyvolal dominikán Girolamo Savonarola. Savonarolu, který pocházel z Ferrary, do Florencie pozval roku 1482 sám Lorenzo Nádherný na základě jeho pověsti vynikajícího řečníka. Ale po počátečních neúspěších Savonarola na šest let z Florencie odešel, dokud se v roce 1490 na naléhání Lorenza nevrátil. Důvod nového pozvání ze strany Mediceje se připisuje vlivu filozofa Giovanniho Pica della Mirandoly, který byl silně přitahován katartickými a apokalyptickými tématy rozvíjenými Savonarolou během jeho boloňských a ferrarských pobytů těch let.

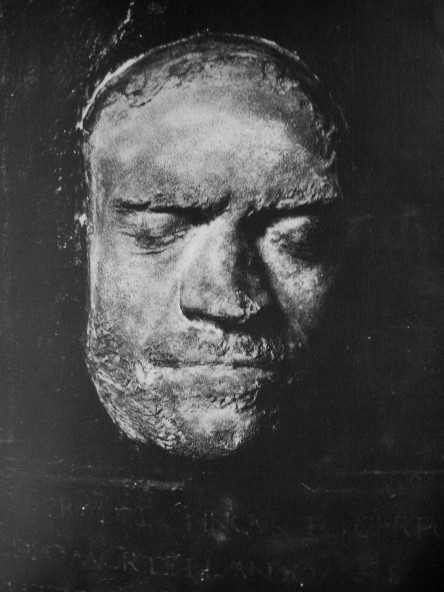
Posmrtná maska Lorenza Nádherného

Návrat mnicha, který se stal v roce 1491 představeným Kláštera sv. Marka, znamenal pro Lorenza začátek emočního otřesu. Savonarola Lorenza obviňoval z toho, že je zkažený florentskými zvyky a vlivy klasického pohanství a že potlačuje republikánské svobody. Navzdory tomu zůstával Lorenzo neochvějný tváří v tvář morální nepružnosti dominikána, se kterým pravděpodobně sdílel přesvědčení o potřebě reformy církve.
Již v druhé polovině osmdesátých let se Lorenzovo zdraví začalo pomalu a neúprosně zhoršovat kvůli dně, dědičné nemoci rodiny Medicejů. Snažil se o uzdravení v toskánských lázních, ale s malým úspěchem. Nyní byl již několik let vdovec – Clarice zemřela 30. července 1488, což Florenťané přijali lhostejně.
Na jaře roku 1492 se Lorenzo zhroutil. Umírající byl převezen do Villa di Careggi. Snažil se ještě instruovat svého syna a dědice Petra o tom, jak řídit vnitřní a vnější politiku Florencie; věděl však, že jeho syn postrádá umírněnost a diplomatické schopnosti potřebné k udržení moci, a občas si na to dříve přátelům stěžoval. Lorenzo zemřel ve věku 43 let v noci z 8. dubna 1492. Ačkoli neměl tak vážnou dnu jako jeho otec Piero, zemřel předčasně následkem gangrény způsobené vředem, který lékaři podcenili předcházejícího roku, a tato komplikace způsobila rychlý fyzický úpadek. V době smrti byl vladař obklopen příbuznými a nejbližšími přáteli včetně Giovanniho Pica della Mirandoly a Poliziana, navíc dostal duchovní útěchu od samotného Savonaroly.

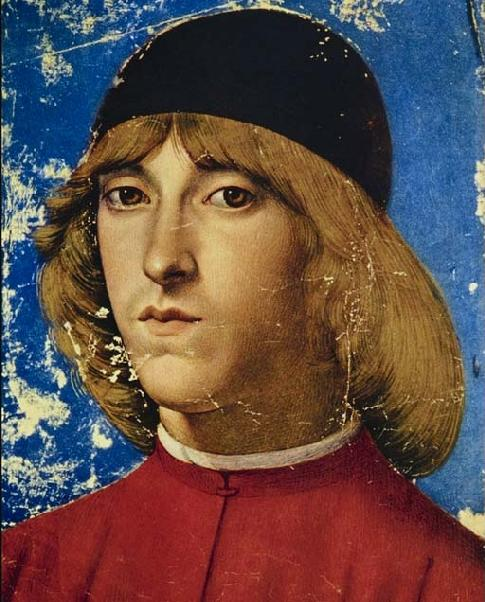
Domenico Ghirlandaio, Petr Medicejský, 1494, Národní knihovna Neapol

Smrt Lorenza Nádherného přijali někteří Florenťané se zděšením, jiní s bolestí a další doufali v návrat plné republikánské svobody. Dne 9. dubna bylo tělo převezeno do Kláštera sv. Marka k zádušním bohoslužbám (vykonaným bez pompy, jak to požadoval sám Lorenzo), a poté uloženo do Staré sakristie baziliky San Lorenzo, rodinného kostela. Roku 1559 byly ostatky Lorenza a jeho bratra Juliána přeneseny do Nové sakristie do neoznačeného hrobu poblíž Michelangelovy Madony. 
Imolská „Tygřice“ Kateřina Sforzová na zprávu o Lorenzově smrti reagovala slovy „Příroda již nikdy nevytvoří takového muže!“ Tímto výkřikem zřejmě chtěla kromě obdivu k zesnulému také zdůraznit vážnou ztrátu pro Itálii. Ta přišla o svého nejobratnějšího politika, čehož litovala i ostatní knížata poloostrova. Lorenzo fakticky dokázal udržet Italskou ligu, kterou vytvořil jeho dědeček Cosimo téměř před čtyřiceti lety, a vyhýbal se válkám, které by mohly využít cizí mocnosti. Jeho nástupce Petr Medicejský nedorostl vážnosti situace, byl nadutý a nedokázal čelit hrozbě ze strany francouzského krále Karla VIII. Petr byl v roce 1494 donucen opustit Florencii, zatímco poloostrov upadl do války.

## Působení
Lorenzův přídomek il Magnifico se do češtiny překládá Nádherný, ale sama magnificence znamená doslova velikost činů (je z latinského „magnum facere“ „velké (věci) činit“). Slovo se v řecké podobě μεγαλοπρέπεια (megaloprepeia) objevuje jako filozofický pojem u Platóna, který tuto vlastnost očekává od vládce-filozofa ve své Ústavě (487a): „...je od přírody nadán pamětí, učenlivý, mysli povýšené“ (překlad Františka Novotného, zvýrazněno je jeho přetlumočení slova μεγαλοπρέπεια do češtiny). Megaloprepeia / magnificence je jako ctnost uváděna mimo jiné i Aristotelem (Etika Nikomachova IV, 2, 1122a 23), který ji chápe jako schopnost náležitě a velkoryse vynakládat peníze, a Tomášem Akvinským (Summa Theol., IIa IIae q. 134 art. 1-4), jenž ji vykládá jako schopnost činit velké věci a vytrvat v úsilí i při výskytu překážek. V renesanci se magnificence stala praxí uplatnění osobního bohatství zaměřenou na rozvoj krásy a prospěchu vlastní komunity. Z tohoto důvodu byla Lorenzova propagace umění ve Florencii i jeho export brilantních umělců, jako byl Leonardo da Vinci, politikou „nádhery“, která výrazně zvýšila politický význam toskánského města. Ačkoli Lorenzo nikdy nebyl zvolen do vysokého úřadu, získal svůj přídomek díky velkorysosti vůči obci v Aristotelově a Tomášově duchu.

### Mecenáš a stavitel
Lorenzo byl ztělesněním renesance: velkorysý, požitkářský, prohnaný, inteligentní a skutečně oddaný humanistickému poslání. Rád zval literáty a umělce do rodinného paláce na Via Larga (dnes Medicejský palác), někdy je hostil v jiných medicejských vilách během svých cest. Početná skupina intelektuálů, kteří navštěvovali jeho dům, byla velmi různorodá: od platoniků Cristofora Landina a Marsilia Ficina po eklektika Picu della Mirandola, od přísného vědeckého filologa Angela Poliziana po realistu Luigiho Pulciho, který v románu Morgante zvěčnil toskánský humor. Tato heterogenita byla způsobena stylistickou a rétorickou všestranností samotného Lorenza, pozorného a zvědavého vůči každé větvi lidského poznání i vůči literárním směrům italské renesance.

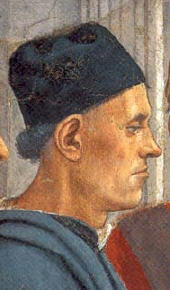
Filippino Lippi, Luigi Pulci, detail cyklu fresek z kaple Brancacciů (Florencie, Bazilika Panny Marie Karmelské).

Lorenzo Nádherný obnovil na doporučení Landina a Ficina ve vile v Careggi platónskou Akademii, kterou v duchu „druhého humanismu“ založil Ficino již v roce 1462 za Cosima Medicejského; vzestup platonismu a přesun diskuse z civilních témat (typických pro éru Coluccia Salutatiho a Leonarda Bruniho) k filozofickým byl způsoben nejen definitivním upevněním medicejské kryptosignorie Cosimem, ale také vlivem, který na Cosima měl Gemisto Pletone, učenec, který zasáhl i do průběhu koncilu ve Florencii v roce 1439. Ve filozofických setkáních konaných v Careggi a organizovaných podle tehdy moderního akademického modelu sedávali u stolu nejen Ficino, Landino a Poliziano, ale také Giuliano a Lorenzo Medicejští, čímž vzniklo jedinečné duchovní a intelektuální společenství „chráněnců“ a „patronů“. Lorenzo se s některými humanisty spřátelil a Poliziana pověřoval úkoly souvisejícími s chodem své domácnosti. Poliziano například byl vychovatelem Lorenzových dětí až do roku 1479, kdy se humanista pohádal s Claricí Orsiniovou o způsobu výchovy, což ho přinutilo, aby se role vychovatele vzdal.
Intenzivní činnost milovníka umění umožnila Lorenzovi navázat kontakt s důležitými výtvarnými umělci své doby: pracovali pro něho Antonio del Pollaiolo, Filippino Lippi a Sandro Botticelli, kteří navrhovali výzdobu jeho slavností a šířili florentskou uměleckou kulturu za hranice Toskánska. Vedle malířů byl Lorenzo také patronem sochaře Andrey del Verrocchia (který vytvořil Kenotaf Niccolona Forteguerriho v pistojské katedrále) a architekta Giuliana da Sangalla, jehož eklektický styl veřejných budov se stal architektonickým východiskem paláce Villa di Poggio a Caiano.
V hudební oblasti byl Medici patronem a společníkem vlámského hudebního skladatele Heinricha Isaaca, který učil jeho syny. Lorenzo se také snažil podpořit výchovu budoucích generací florentských umělců. Založil pro ně v zahradě San Marco první uměleckou akademii v historii, kam přijímali nejslibnější umělce, kteří vzešli z dílen Verrocchia a Ghirlandaia. Mezi těmito mladými lidmi, již mohli používat jako modely klasické sochy vlastněné Lorenzem a využívat rady Donatellova žáka Bertolda di Giovanni, byl také Michelangelo Buonarroti. Ten navštěvoval zahradu v letech 1489 až 1492 a pro svůj talent si získal Lorenzův obdiv, takže s ním vladař zacházel jako se svým synem a zval ho ke svému stolu.
Lorenzovy projevy náklonnosti ke kultuře a umění i patronát slibných florentských umělců nebyly motivovány pouze láskou ke kráse. Politik Lorenzo využíval umění k politickým účelům a doporučoval jiným italským knížatům některé ze svých nejlepších umělců, aby šířili pověst Florence jako „nových Athén“: „Lorenzo si přál, aby florentští malíři, sochaři a architekti přijímali zakázky mimo město. Doporučil architekty Giuliana da Sangallo a Andreu Verrocchia portugalskému králi; nesnažil se zabránit Verrocchiovi jít do Benátek pracovat na Colleoniho jezdecké soše, ani tomu, aby se Botticelli a Domenico Ghirlandaio podíleli na výzdobě stěn Sixtinské kaple v Římě.“ Samotný Leonardo da Vinci byl na Lorenzovo doporučení poslán do Milána Ludovicovi Sforzovi zpočátku jako hudebník, a poté tam prokázal svého génia jako tvůrce slavností a her a především jako malíř a vojenský inženýr.

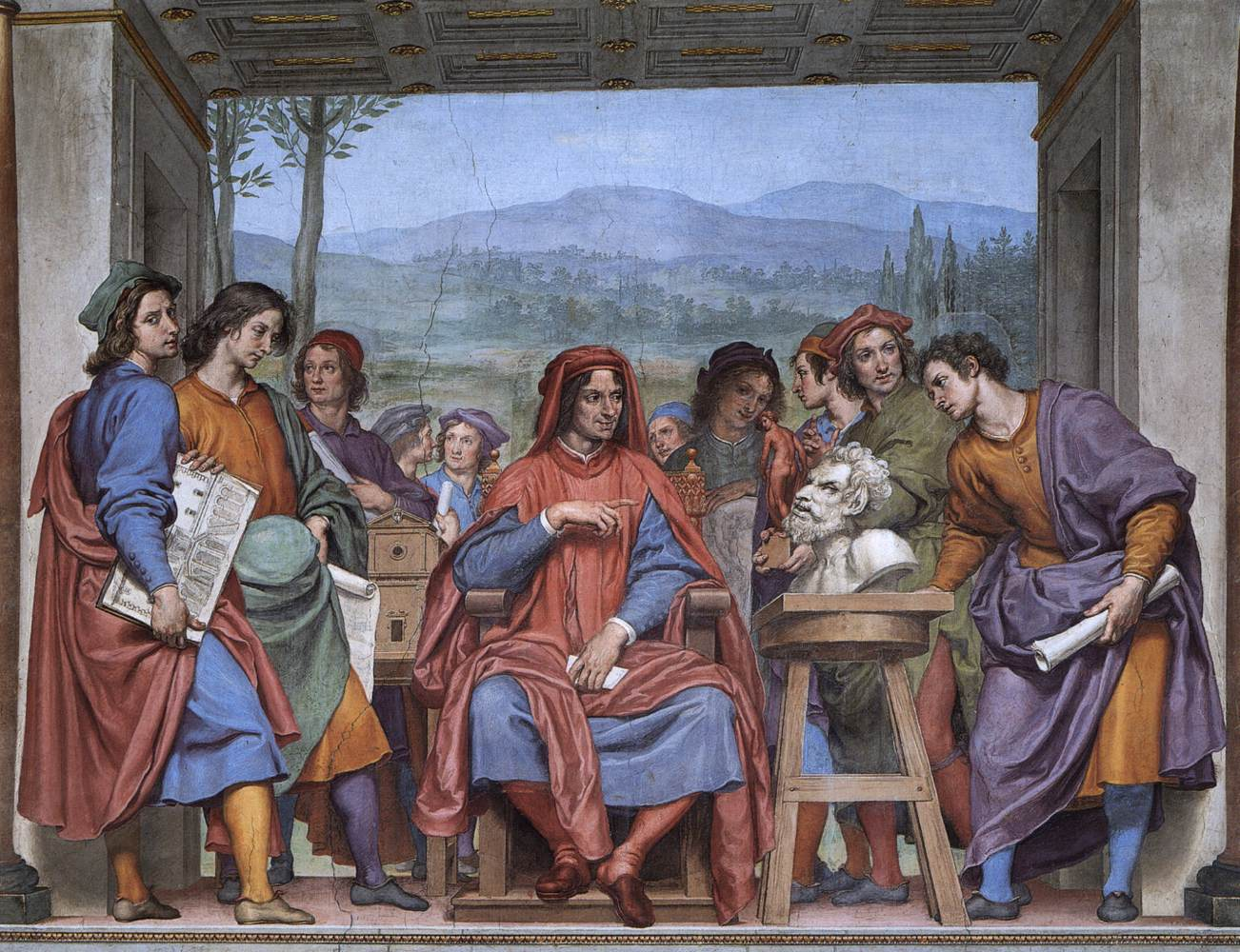
Ottavio Vannini, Lorenzo Nádherný, obklopen umělci v sochařské zahradě, se setkává s Michelangelem, který mu ukazuje hlavu fauna, freska, 1638–1642, Palác Pitti. Epizodu vylíčil Giorgio Vasari, podle něhož Michelangelo ukázal Lorenzovi sochu, kterou vytvořil, ale vydával ji za antickou. Když Lorenzo trik odhalil, otcovsky poznamenal, že staří satyrové nemají zuby.

Lorenzo si uvědomoval, že jeho moc je založena na konsensu a na výhodách, které jeho osoba mohla přinést Florencii. Vyznamenal se proto výstavbou četných veřejných budov, aby získal kolektivní podporu. Počínaje rokem 1470 byl členem komise (zvané Operai del Palagio), pověřené uměleckou rekonstrukcí budovy Palazzo Vecchio, a až do konce života se zajímal o městské a umělecké projekty zaměřené na rozvoj Florencie. Sponzoroval obnovu čtvrti kolem baptisteria San Giovanni, přispíval na restaurování kostelů (zejména na výzdobu fasády katedrály Santa Maria del Fiore v roce 1491) a nechal postavit důležité stavby podle návrhů architektů Brunelleschiho a Albertiho.
Pod Lorenzovou vládou město Pisa, které Florenťané dobyli roku 1406, projevilo první známky oživení po dlouhém období stagnace a krize v důsledku omezujících opatření uložených jí Florencií za vlády Albizziů. Lorenzo si uvědomil, že je nezbytné vrátit Pise, jedinému přístavu republiky, výhody, které by pomohly nastartovat ekonomiku a společenský život. To podnítilo výstavbu nových soukromých i veřejných budov, znovuotevření univerzity v roce 1473 a povzbuzení námořních aktivit, jež umožnily uzavřít obchodní smlouvu s anglickým králem Jindřichem VII., čímž se Pisa stala centrem obchodu mezi Anglií a Itálií. To vše dalo Pise novou ekonomickou a kulturní roli. Většina těchto zásahů byla výsledkem spolupráce Lorenza Morelliho, Filippa dell'Antelly a Piera Guicciardiniho. Ten v roce 1491 poté, co převzal mimořádné pravomoci v pisánské Radě sedmdesáti, zahájil další rekonstrukční práce, jež však byly zmařeny smrtí Lorenza Nádherného následujícího roku.

### Literární dílo

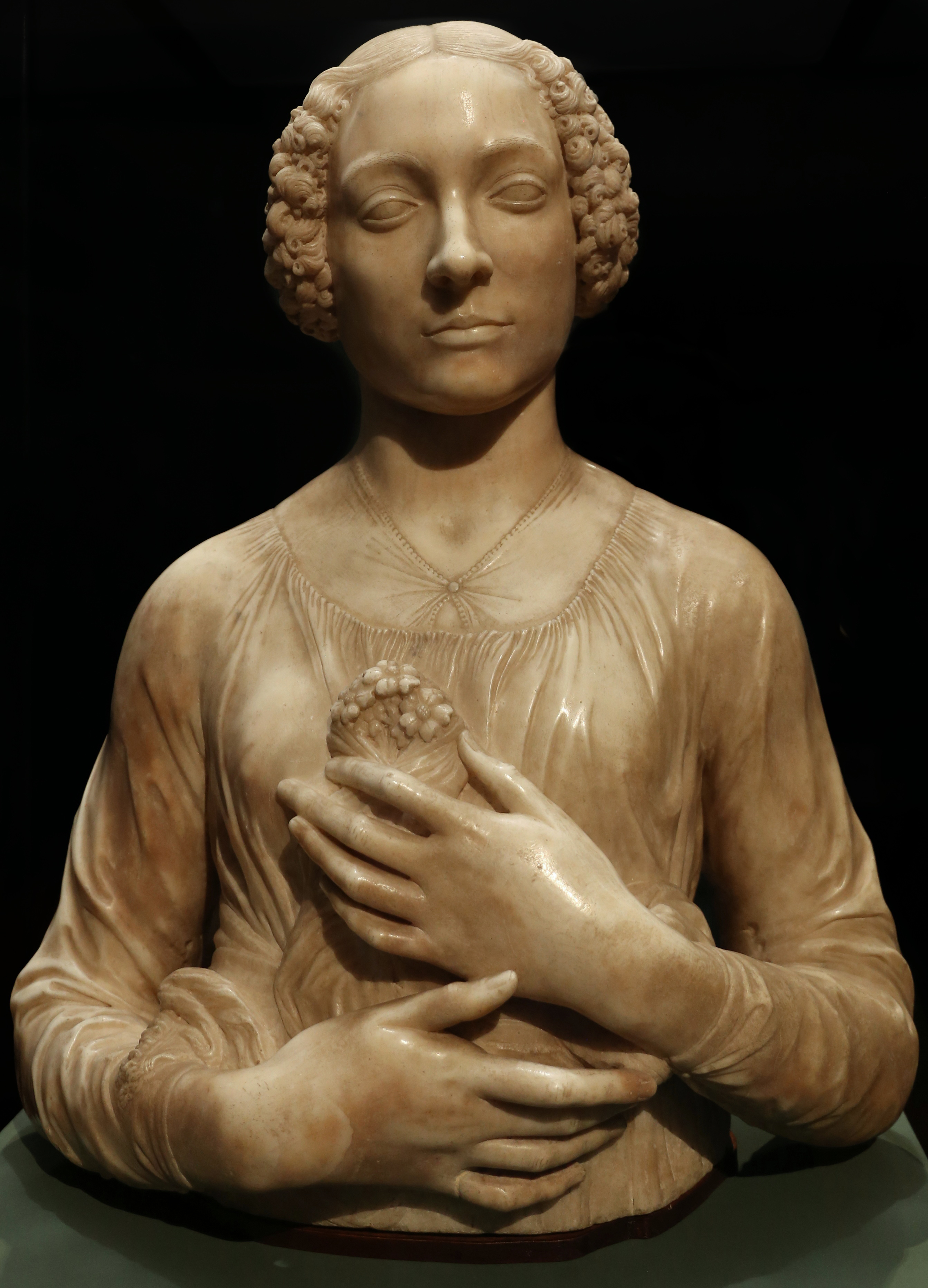
Andrea del Verrocchio: Flóra, asi 1480, předpokládaný portrét Lorenzovy múzy Lucrezie Donatiové, Muzeum Bargello

Florentské literární prostředí, nejen humanistické, ale také lidové, utvářelo v Lorenzovi mnohostrannou uměleckou duši schopnou škály od lidových tónů (příkladem jsou Nencia da Barberino nebo slavné Karnevalové písně) přes výšiny sacra rappresentazione inspirované hnutím morální obnovy podníceným Savonarolou až po experimentální tvorbu, ukazující Lorenza, jak se „okouzluje všemi podobami verše, formy a žánru“. Lorenzo, někdy považovaný za „jednu z největších literárních osobností mezi Petrarkou a Ariostem“, tvořil díla napájená silnou realistickou žilou, která se distancovala od čistého kulturního intelektualismu humanistické a filozofické elity a čerpala z všedního života Florencie na konci quattrocenta.
Vzhledem k četným politickým závazkům neměl Lorenzo čas na to, aby se jako Poliziano nebo Boiardo plně věnoval poezii a literatuře, precizoval svůj styl a vytvořil inovativní lyrický korpus. Básnické umění pro něho je „útěchou nebo rekreací během okamžiků útěku ze světa namáhavých politických závazků; ve světě písemnictví zkrátka nachází ,citové a literární útočiště‘, kam se může ,uchýlit a občerstvit unavenou duši‘.“ Jeho tvorbu proto dříve kritikové hodnotili spíše jako směs eklekticismu a „elegantního diletantství“. Teprve literární kritikové jako Mario Martelli (Studi laurenziani, 1965) a Paolo Orvietto (Lorenzo de' Medici, 1976) si uvědomili, že Lorenzovo dílo nelze hodnotit podle měřítek jiných soudobých básníků, a prokázali jeho originalitu a umělecký přínos.
S Lorenzem, podporovaným Pulcim a Polizianem, skončilo dlouhé období „čistého“ humanismu: od sedmdesátých let začala italská literatura v lidovém jazyce znovu nabírat sílu a otevřela prostor pro rozvoj lidového klasicismu následujícího století. Tím ukončila to, co Croce nazval stoletím bez poezie. Návrat k lidovému jazyku však nebyl jen literární hrou. Oživení velké florentské lyrické tradice čtrnáctého století (Dante, Petrarca a Boccaccio) bylo součástí Lorenzova kulturního projektu: Medicej měl v úmyslu prosadit florentské nářečí jako spisovný jazyk v ostatních státech poloostrova, jak je patrné z toho, že nechal vytvořit a budoucímu neapolskému králi Fridrichovi I. zaslat antologii florentské poezie známou jako Aragonská sbírka.

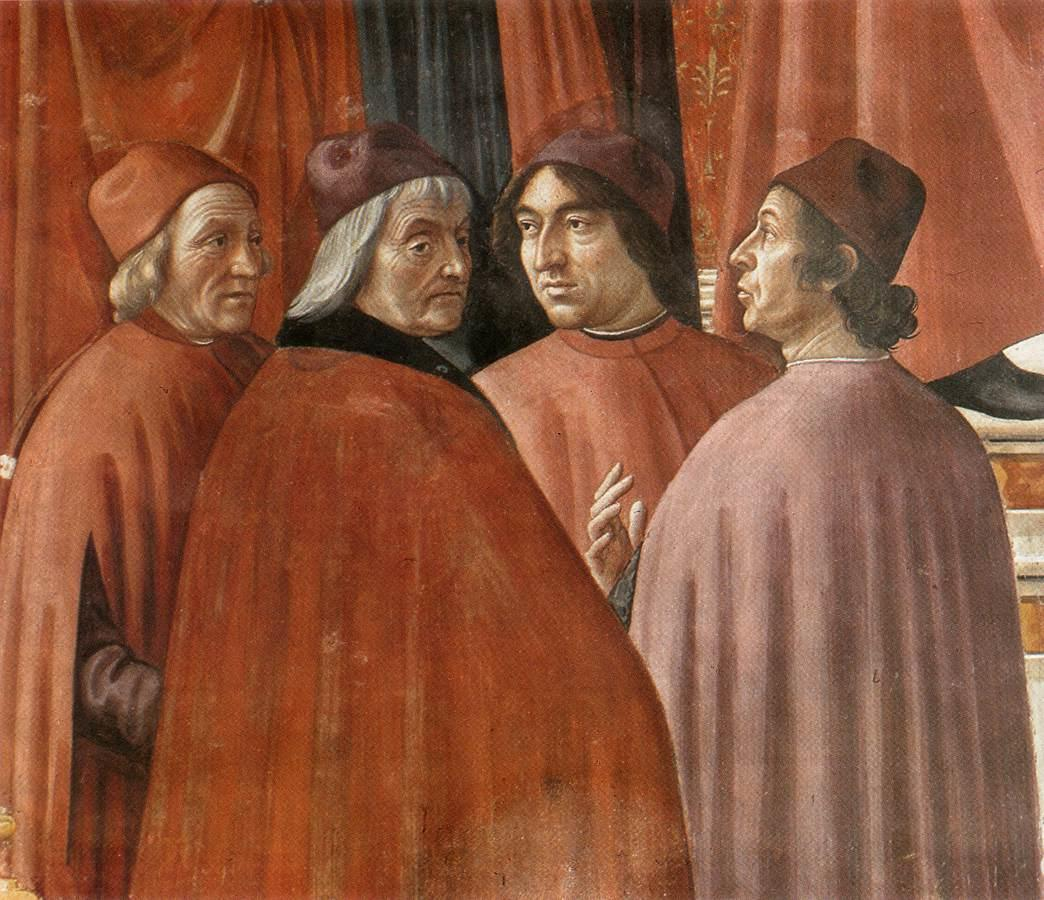
Domenico Ghirlandaio, detail fresky Zachariáš v chrámě (1486–1490) v kapli Tornabuoniů v bazilice Santa Maria Novella. Postavy byly identifikovány jako Marsilio Ficino, Cristoforo Landino, Angelo Poliziano a Gentile de' Becchi (případně snad Demetrio Calcondila).

Není proto divu, že Lorenzo od Petrarky přebírá bohatý lexikální a rétorický materiál Zpěvníku a od Boccaccia jeho experimentátorství a lidový rozměr. Ten se objevuje v Lorenzově básni La Nencia da Barberino, založené na literárním žánru venkovanské satiry, který má ovšem kořeny feudální a kurtoazní. Lorenzo využívá také lidovost Decameronu, modelu toskánského realismu tak milovaného Pulcim, přes něhož Lorenzo boccacciovskou inspiraci přijal.
Když však Pulci okolo roku 1473 upadl do nemilosti kvůli neustálým sporům s Ficinem, literát Lorenzo definitivně přijal novoplatónský filozofický směr, posilující jeho lásku k Danteho sladkému novému stylu. Ten Ficino velice obdivoval kvůli jeho blízkosti k platonismu a upřednostňoval ho zejména před Petrarkou. Pod tímto vlivem se Lorenzova tvorba orientovala na ušlechtilou milostnou poezii vyjadřující morální hodnoty (takový je záměr Lorenzova Komentáře k některým svým sonetům) spojenou s Polizianovým „klasickým naturalismem“.
Jak ukázal Giulio Ferroni, od roku 1480 se Lorenzo soustředil na literární produkci odrážející nálady a city Florencie, čímž s pozoruhodným psychologickým talentem vystihl ducha svého lidu. Tato kombinace poezie a občanského projevu vedla Lorenza k produkci děl, které jsou vzájemně v určitém rozporu.
Na jedné straně se Lorenzo věnoval náboženské produkci, inspirované klimatem neklidu vyvolaného Savonarolovým kázáním. Složil Chvály (Laudi) a Vyobrazení svatých Jana a Pavla z roku 1490 v žánru sacra rappresentazione na motivy náboženských divadelních představení, která inicioval Antonín Florentský s pomocí intelektuálů Fea Belcariho a Antonia di Matteo di Meglio.
Na druhé straně v Karnevalových zpěvech (Canti carnascialeschi, 1490, tedy rok, kdy složil také Vyobrazení) obdivuhodně vylíčil atmosféru florentského karnevalu, intenzivní vzmach radosti a veselí. Jejich nejslavnějším číslem je Bakchická píseň (Canzona di Bacco). Tato Lorenzova pozdní báseň však nechává vedle bakchické (a horatiovské) nálady carpe diem zaznít i tón nejistoty a vanitas, pomíjivosti; její úvodní čtyřverší zní:
Jak je krásné zlaté mládí

třebas prchá napořád!

Raduj se, kdo chceš být rád:

Nevíme, kam zítřek pádí!

(přeložil Jaroslav Pokorný)
Lorenzovo literární dílo lze rozdělit na tři období:
První období (do let 1472/73)
Produkce tohoto období se vztahuje převážně k lyrické a dvorní tradici zprostředkované toskánskou literaturou. Básně jsou zaměřeny na oslavu krás přírody, mládí a žen.

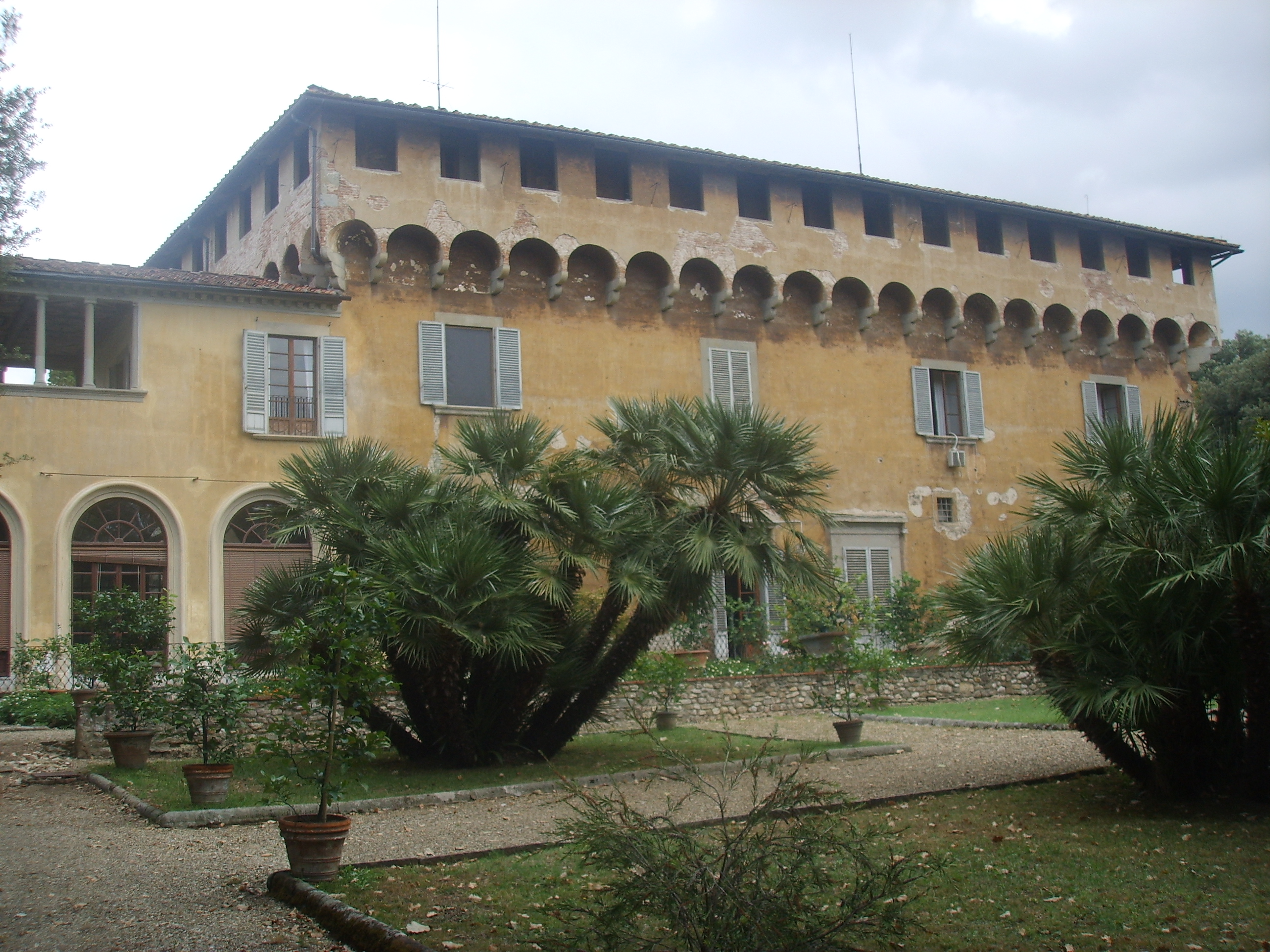
Medicejská vila v Careggi, sídlo novoplatónské Akademie založené Marsiliem Ficinem se souhlasem Cosima Starého

- Corinto, složený patnáctiletým Lorenzem v letech 1464–65 je mytologická ekloga psaná tercinou,[13] později revidovaná v roce 1486.[166]
- Nencia da Barberino, napsaná v letech 1469 až 1473, tematicky navazuje na žánr „satiry venkovana“, zobrazující postavu zemědělce s jeho typickou drsností, jednoduchostí a zemitostí. Je to parodie na kurtoazní téma zamilovaného pastýře; pastýř Varella svým hrubým jazykem usiluje o lásku vyvolené Nencie.
- Jakubova novela (Novella di Giacoppo) a Ginevřina novela (Novella di Ginevra) pocházejí z roku 1469. První se drží modelu boccacciovkých novel, zatímco druhá, nedokončená, psychologicky komentuje lásku dvacetiletého Luigiho Lanfranchiho ke Ginevře de' Griffi.[167]
- Pijani (Beoni) nebo Symposio (Symposion), se zjevně ironickým odkazem k platónském dialogu, je báseň z doby před rokem 1473[13] (Ficino uvádí rok 1469[84]), ve které si autor utahuje z platonické lásky a zesměšňuje skupinu florentských pijanů.[162]
- Lov se sokolem (La caccia col falcone, 1473), také známá pod názvem Uccellagione di starne podle jména, které jí dal William Roscoe v prvním vydání Lorenzových spisů,[168] je komická báseň složená ve stancích, popisující sokolničení Lorenza a skupiny jeho přátel.[13][162]
- Zpěvník (Canzoniere), obsahující dvě balaty, pět sestin, osm kancón a 151 sonetů, vznikl v letech 1465 až asi 1476–77. Vztahuje se k němu níže uvedený Komentář. Lyrické pasáže odkazují ke komickým a realistickým textům Pulciho v duchu petrarkismu, jinde autor i citovostí navazuje na Ficinův platonismus.[84] Emilio Bigi ovšem v Lorenzově milostné poezii nespatřuje ucelené básnické dílo, jaké vytvořil například Petrarca ve svém Zpěvníku.[169]

Novoplatónský vliv a angažovaná literatura (1473–1480)
- De summo bono (1473) se zabývá platonickou láskou,[13] také je známo pod jménem Altercazione a zmiňuje ho Ficino v předmluvě spisu De Felicitate.[170]
- Kapitoly (Capitoli) a Chvály (Laude), napsané na počátku novoplatónské konverze,[84] jsou duchovní díla spojená s náboženskou tradicí dvanáctého a třináctého století.[171]
- Lesy lásky (Selve d'amore) pocházejí z roku 1474 a zůstaly nedokončené. Jsou to dvě knihy vyznačující se použitím lidového středověkého básnického metra strambotto. Jejich vzorem jsou Statiovy Lesy (Silvae). Statia velmi miloval Poliziano. Lorenzo zde líčí osudy různých mytologických milostných vztahů.[84]
- Komentář k mým sonetům (Comento sopra i miei sonetti, kolem roku 1480), navrhuje filosofickou interpretaci 41 sonetů na základě autorovy staré lásky k Lucrezii Donatiové.[13]
- Aragonská sbírka (Raccolta aragonese), ve které Lorenzo věnuje pozornost italské kultuře od třináctého století až do své doby. Sbírka básnických textů chce prokázat přínos toskánských lyriků (v čele s Dantem a Petrarkou) pro italskou literární produkci.[172] Sbírku připravil Poliziano roku 1476 a Lorenzo ji téhož roku daroval Fridrichovi, synu Ferdinanda I. Neapolského.

Poslední roky
- Jantar (Ambra), krátká bukolická báseň o 48 stancích složená po roce 1486 a popisující povahu země jménem Amber, na níž pak vznikne Villa di Poggio a Caiano. Je poznamenána juvenilním Corintem, v té době přepracovaným.[173]
- Karnevalové zpěvy (Canti carnevaleschi), zpívané během karnevalu s hudebním doprovodem, obsahují slavnou Bakchickou píseň (Canzona di Bacco).[84]
- Vyobrazení svatých Jana a Pavla (Sacra rappresentazione dei Santi Giovanni e Paolo, 1491) popisuje události ze života obou klíčových apoštolů. Některé části lze chápat jako etické a politické poučení synovi Pierovi, Lorenzovu dědici a nástupci.[174]

Do češtiny byla přeložena jen menší část Lorenzova literárního díla. Samostatný svazeček jeho poezie vyšel pod názvem Karneval v překladu Jaroslava Pokorného roku 1979. Obsahuje výběr z básníkových „tanečních“ a karnevalových čísel, reflexivní a náboženská stránka Lorenzova díla zastoupena není.

### Historický výklad a umělecké ztvárnění
Lorenzovi Nádhernému, ideálnímu renesančnímu vladaři a obhájci míru a prosperity, byli dějepisci obvykle nakloněni. Historici šestnáctého století, kteří čelili katastrofám válečných konfliktů v Itálii, zdůraznili jeho význam jako vynikajícího politika obdařeného skromností a moudrostí a schopného spojit hašteřivá italská knížata. Machiavelli v závěru svých Florentských letopisů píše, že v Lorenzovi Itálie přišla o svého „rádce“ a protiváhu sforzovských expanzivních ambicí, což ji vzápětí vydalo zpustošení. Francesco Guicciardini načrtl Lorenzův politický význam podobně: „za jeho života byla [Florencie] celkově šťastná, zatímco po jeho smrti upadla do tolika neštěstí a ran, že to nesmírně znásobilo touhu po něm a po jeho pověsti.“ Na rozdíl od Machiavelliho se však Guicciardiniův analytický a zvědavý pohled soustředí na to, aby prozkoumal neřesti a nedostatky Lorenza ve srovnání s jeho dědem Cosimem. Guicciardini dospívá k závěru, že Lorenzo stál níže než jeho dědeček, přestože „ctnosti i štěstí obou byly tak veliké, že snad od dob Říma Itálie neměla žádné podobné soukromé občany“. Cosimo stojí nad Lorenzem nejen proto, že musel získat moc a umírněně ji vykonávat po dobu třiceti let (zatímco Lorenzo se odvážil riskovat její ztrátu odchodem do Neapole), ale také pro vyrovnanost a velkolepost veřejných staveb na rozdíl od vnuka, který se už soustředil na soukromé stavby. Kromě toho byl Cosimo zručný bankéř, zatímco vnuk zanechal Medicejskou banku s nesplatitelnými pohledávkami; na druhou stranu Lorenzo „překypoval... výmluvností a obratností univerzálního génia těšícího se ze všech dobrých věcí a podporujícího je; to vše Cosimo postrádal...“.

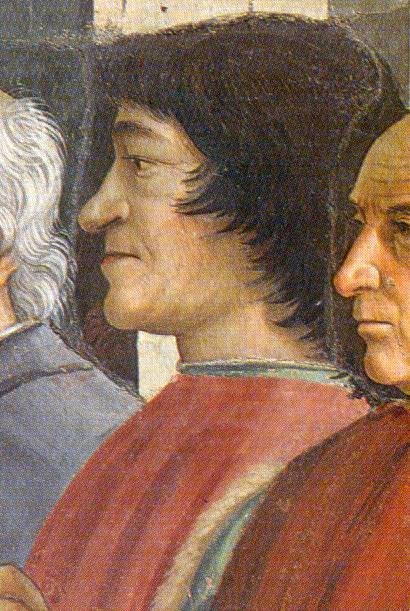
Detail Lorenzovy tváře na Ghirlandaiově fresce v kostele Nejsv. Trojice ve Florencii

Mecenáš výtvarníků Lorenzo se sám mnohokrát stal modelem malířů a sochařů, byť jeho tvář neodpovídala dobovému ideálu krásy, a proto byla někdy záměrně „vylepšována“. Medicejův mladší přítel Niccolò Valori o vladařově vzhledu napsal: „Lorenzova postava byla vyšší než průměrná, měl široká ramena, silnou a robustní postavu a za nikým nezaostával hbitostí. Příroda vůči němu byla macechou, co se týče vzhledu, i když působila jako vpravdě milující matka ve všem, co se týče vnitřních kvalit. Jeho pleť byla olivové barvy a i když jeho obličej nebyl krásný, byl tak naplněný důstojností, že budil respekt. Měl špatný zrak, rozpláclý nos a zcela postrádal čich, o čemž tvrdil, že mu to nejen nevadí, ale že je dokonce vděčný přírodě, protože je mnohem víc věcí, které svým pachem urážejí smysly, než těch, které je těší. Všechny tyto vady a nedostatky, pokud je tak můžeme nazvat, byly zastíněny bohatými dary jeho duše, jež neustále s velkou snahou rozvíjel, jak mnozí dosvědčují.“
K věrnějším výtvarným portrétům Lorenza Medicejského zřejmě patří ten na Ghirlandaiově fresce Potvrzení františkánské řehole v kapli Sassettiů ve florentském kostele Nejsvětější Trojice. „Uhrančivou podobiznu“ Lorenza v podobě terakotové busty anonymního florentského autora vlastní i Národní galerie v Praze. Ještě známější terakotová busta, polychromovaná a znázorňující Mediceje s červeným chaperonem na hlavě, se nachází v Národní galerii ve Washingtonu a předpokládá se, že byla zhotovena na přelomu 15. a 16. století podle voskové busty, již v době po spiknutí Pazziů vytvořili Andrea del Verrocchio a Orsino Benintendi, a snad i podle vladařovy posmrtné masky.
Další kapitolou jsou portréty zadávané potomky a následovníky na připomenutí slavného předchůdce. Umělci již Lorenza nemohli poznat osobně, a museli tedy pracovat s jeho staršími vyobrazeními. Z manýristů 16. století taková díla vytvořili například Girolamo Macchietti (Lorenzo zobrazen na pozadí svého města, obraz je v Medicejském muzeu ve Florencii), Giorgio Vasari (obraz Lorenzo Nádherný přijímá dary vyslanců v muzeu Palazzo Vecchio je davová scéna ukazující i žirafu, kterou Lorenzo dostal od sultána Al-Ašrafa Kajtbáje; jiný Vasariho portrét samotného Lorenza má Galerie Uffizi) a Agnolo Bronzino (portrét typově podobný „washingtonské“ bustě je rovněž v Uffizi). Tématu se věnovali také barokní mistr Peter Paul Rubens (jeho vyobrazení slavného Mediceje má antverpské Muzeum Plantinů-Moretusů) anebo florentský neoklasicista první poloviny 19. století Gaetano Grazzini, který vyzdobil portikus Galerie Uffizi mramorovými sochami Lorenza Nádherného a Ameriga Vespucciho.
Postava florentského vládce se často objevila v knihách, filmech, divadelních hrách i televizních seriálech. V českém prostředí je známé literární zpracování Michelangelova mládí na pozadí lorenzovské Florencie v románu Kámen a bolest od Karla Schulze. Z nedávno vzniklých děl je možno uvést například druhou sezónu anglicko-italské televizní řady o Medicejích I Medici: The Magnificent (2018). Lorenza zde hraje Daniel Sharman.

### Předkové a potomstvo

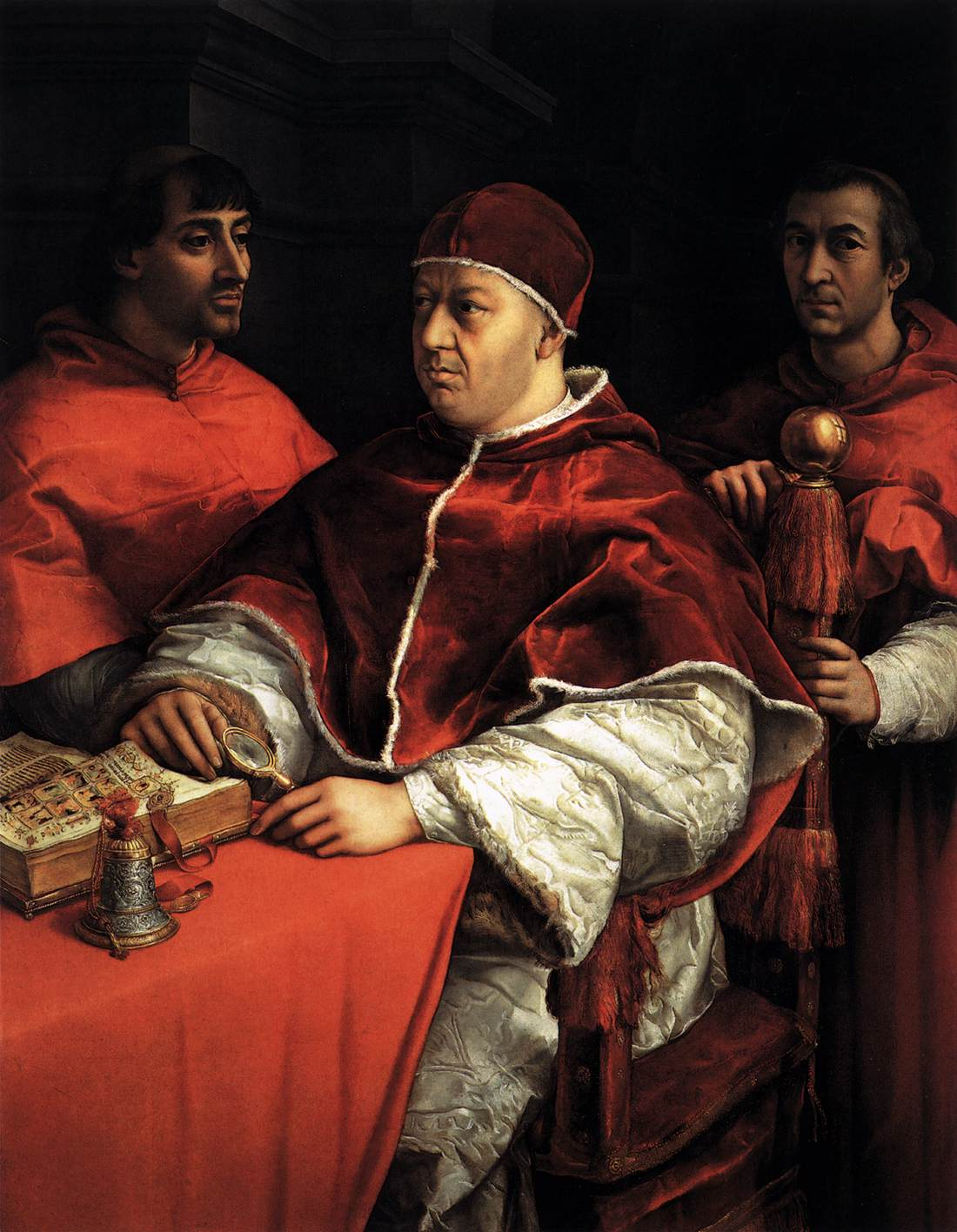
Raffael, Lev X. se dvěma kardinály, olejomalba na dřevě, Galerie Uffizi, 1518. Lorenzův syn papež Lev X. prosadil návrat svého rodu do Florencie (1513), čímž ukončil dvacet let medicejského exilu.

Předkové
Potomci
V prosinci 1468 se zasnoubili Lorenzo a římská patricijka Clarice Orsiniová, dcera Jacopova z mocné rodiny Orsiniů. Sňatek se konal 4. června 1469 a doprovázaly ho dlouhé a velkolepé oslavy, při kterých se spotřebovalo kolem 17 metrických centů cukrovinek. Manželé měli deset dětí, z nichž některé mají klíčový význam pro dějiny italské renesance a Florencie.
- Lucrezia (1470–1553). Vdala se za Jacopa Salviatiho.
- Dvojčata neznámého jména (1471). Chlapci se narodili předčasně a zemřeli brzy po narození.
- Petr (Piero, 1472–1503). Oženil se s Alfonsinou Orsiniovou.
- Magdaléna (Maddalena, 1473–1528), jejímž manželem se stal Franceschetto Cybo.
- Beatrice (1474), zemřela jako nemluvně.
- Jan (Giovanni, 1475–1521). Kardinál, pak papež Lev X.
- Luisa (1477–1488). Snoubenka Giovanniho il Popolana, zemřela ve věku 11 let.
- Contessina (1478–1515). Manželka Piera Ridolfiho.
- Julián (Giuliano, 1479–1516). Vévoda z Nemours, oženil se s Filibertou Savojskou.

Kromě toho si Lorenzo osvojil a na svém dvoře vychoval pohrobka po zavražděném bratru Juliánovi Julia Medicejského (1478–1534), který se roku 1523 stal papežem pod jménem Klement VII.